# Literaturjahr 2021
Liste der Literaturjahre

◄◄ | ◄ | 2017 | 2018 | 2019 | 2020 | Literaturjahr 2021 | 2022 | 2023 | 2024 | 2025

Weitere Ereignisse

## Ereignisse
- Januar: In Köln wird ein virtuelles Literaturportal geschaffen, das umfassende Informationen zu allen Aspekten des literarischen Lebens in Köln anbieten will.[1][2]
- Januar: Der auf Lyrik spezialisierte Berliner Verlag der 9 Reiche beginnt mit der Publikation von Büchern.
- 29. Januar: Absage der Leipziger Buchmesse für 2021; voraussichtlich finden im Mai 2021 ersatzweise „Live-Lesungen und Verlagspräsentationen im digitalen Raum sowie an ausgewählten Orten in Leipzig“ statt.[3]
- Ende Februar/3. März: Buchhandlungen werden in Frankreich von der Regierung per Beschluss von Ende Februar mit sofortiger Wirkung landesweit als „wesentliche Geschäfte“ eingestuft, sodass sie nun bei allgemeinen Öffnungsbeschränkungen nicht mehr schließen müssen;[4] in Deutschland erfolgt ein vergleichbarer Schritt am 3. März, indem Buchhandlungen „zukünftig einheitlich in allen Bundesländern dem Einzelhandel des täglichen Bedarfs zugerechnet werden“,[5][6] ohne dass dies allerdings in allen Bundesländern kurzfristig rechtssicher umgesetzt wird.[7]
- Anfang März: Um die Übersetzung des Gedichts The Hill We Climb von Amanda Gorman entsteht eine identitätspolitisch motivierte Kontroverse, weil die bereits erteilten Aufträge storniert werden, nachdem von verschiedenen Seiten gefordert wurde, die Übertragung solle von jemand erstellt werden, der der Autorin möglichst ähnlich sei. Marieke Lucas Rijneveld verzichtet deshalb auf den Auftrag,[8] und der Verlag entzieht dem katalanischen Übersetzer Victor Obiols auf Druck „aus den USA“ die bereits erteilte Zusage nachträglich.[9] Die deutsche Ausgabe soll im Verlag Hoffmann und Campe erscheinen und von Kübra Gümüşay, Hadija Haruna-Oelker und Uda Strätlin übersetzt werden.[8]
- 01. März: Der niederländische Wissenschaftsverlag Brill gibt die Übernahme „sämtlicher Inhalte“ der Vandenhoeck & Ruprecht-Verlage bekannt; Verlagssitz bleibt Göttingen.[10][11]
- 01. März: Manuel Herder zieht sich aus der operativen Geschäftsführung des Herder-Verlags zurück.[12]
- 04. März: Um den stationären Buchhandel zu unterstützen, lehnt Benedict Wells es ab, seine neuen Bücher zeitgleich mit der gedruckten Ausgabe auch als E-Book erscheinen zu lassen.[13]
- 05. März: Das vom Penguin Verlag veröffentlichte Buch Bad Company von Jörn Leogrande[14] wird von großen Teilen des Handels nicht mehr vertrieben.[15][16]
- 11. März: Nach Kritik von staatlicher chinesischer Seite an der Aussage, das „Virus komme aus China und habe sich von dort verbreitet“, hat der Carlsen Verlag die Auslieferung des Kinderbuchs Ein Corona-Regenbogen für Anna und Moritz gestoppt.[17]
- 18. März: Absage der Pariser Buchmesse 2021 aufgrund der Covid-19-Pandemie[18]
- 20. März: 9. Indiebookday[19]
- 21. März: 22. Welttag der Poesie
- 23. April: Welttag des Buches und des Urheberrechts
- 06. Mai: Einweihung des Mahnmals „Die Schwarze Liste“ von Arnold Dreyblatt in München zur Erinnerung an die Bücherverbrennung 1933 in Deutschland[20]
- 12. Mai: Der Literaturkritiker Volker Weidermann kündigt in einer E-Mail an alle Mitarbeiter an, den Spiegel zu verlassen, um ab Oktober 2021 „Feuilleton-Chef bei der Zeit“ zu werden.[21]
- 16. bis 20. Juni: Der Ingeborg-Bachmann-Preis 2021 findet in einem hybriden Format in Klagenfurt am Wörthersee statt. Während sich die Literaturkritiker im Studio versammeln, werden die Lesungen der Schriftsteller per Video hinzugeschaltet. Die Eröffnungsrede hielt Hubert Winkels.
- Mitte Juli: Bei durch Starkregen ausgelösten Überflutungen werden auch mehrere Buchhandlungen verwüstet.[22]
- 20. bis 24. Oktober: Frankfurter Buchmesse mit dem Ehrengast Kanada
- 2021: René Pollesch übernimmt die Intendanz der Berliner Volksbühne am Rosa-Luxemburg-Platz.
- 2021: Der in Freiburg im Breisgau beheimatete 8 Grad Verlag wird gegründet.

### Literaturverfilmungen (Auswahl)
- Der Roman Il bambino nascosto von Roberto Andò wird vom Autor selbst unter demselben Titel verfilmt.
- Die Erzählung Ich bin dein Mensch von Emma Braslavsky wird unter demselben Titel von Maria Schrader verfilmt.
- Der Roman La figlia oscura von Elena Ferrante wird als The Lost Daughter von Maggie Gyllenhaal verfilmt.
- Der Roman Räuberhände von Finn-Ole Heinrich wird unter demselben Titel von İlker Çatak verfilmt.
- Die erste Hälfte des ersten Bandes des Science-Fiction-Romanzyklus Dune von Frank Herbert wird unter demselben Titel von Denis Villeneuve verfilmt.
- Der Roman The Thing about December von Donal Ryan wird als Foscadh von Seán Breathnach verfilmt.
- Der Roman The Power of the Dog von Thomas Savage wird unter demselben Titel von Jane Campion verfilmt.
- Motive der Autobiografie Ein nasser Hund ist besser als ein trockener Jude von Arye Sharuz Shalicar werden als Ein nasser Hund von Damir Lukačević verfilmt.
- Terence Davies stellt unter dem Titel Benediction ein Porträt des Dichters und Prosaautors Siegfried Sassoon vor.
- M. Night Shyamalan verfilmt unter dem Titel Old die Graphic Novel Sandburg von Frederik Peeters und Pierre Oscar Lévy.

## Jahrestage (Auswahl)

### Personen
- 03. Januar: 100. Todestag von Daniel Lesueur
- 03. Januar: 100. Geburtstag von Claude Vigée
- 05. Januar: 100. Geburtstag von Friedrich Dürrenmatt
- 08. Januar: 100. Geburtstag von Leonardo Sciascia
- 13. Januar: 100. Geburtstag von Necati Cumalı
- 15. Januar: 150. Geburtstag von Ahatanhel Krymskyj
- 17. Januar: 250. Geburtstag von Charles Brockden Brown
- 18. Januar: 150. Geburtstag von Franz Blei
- 19. Januar: 100. Geburtstag von Patricia Highsmith
- 19. Januar: 100. Geburtstag von Miklós Mészöly
- 20. Januar: 100. Geburtstag von Bernt Engelmann
- 20. Januar: 100. Geburtstag von Jacques Ferron
- 22. Januar: 100. Geburtstag von Krzysztof Kamil Baczyński
- 26. Januar: 150. Geburtstag von Samuel Hopkins Adams
- 31. Januar: 100. Geburtstag von Kurt Marti
- 02. Februar: 400. Geburtstag von Johannes Scheffer
- 02. Februar: 150. Todestag von József Eötvös
- 04. Februar: 150. Todestag von Hermann von Pückler-Muskau
- 04. Februar: 100. Geburtstag von Betty Friedan
- 05. Februar: 50. Geburtstag von Terézia Mora
- 08. Februar: 100. Todestag von Pjotr Kropotkin
- 08. Februar: 100. Geburtstag von Hans Albert
- 10. Februar: 100. Geburtstag von Margarete Hannsmann
- 15. Februar: 400. Todestag von Michael Praetorius
- 19. Februar: 200. Geburtstag von August Schleicher
- 21. Februar: 150. Geburtstag von Paul Cassirer
- 21. Februar: 100. Geburtstag von John Rawls
- 22. Februar: 350. Todestag von Adam Olearius
- 22. Februar: 200. Geburtstag von Ludmilla Assing
- 22. Februar: 100. Geburtstag von Wayne C. Booth
- 22. Februar: 50. Geburtstag von Arnon Grunberg
- 23. Februar: 200. Todestag von John Keats
- 24. Februar: 400. Geburtstag von Sibylla Schwarz
- 24. Februar: 300. Todestag von John Sheffield
- 24. Februar: 100. Geburtstag von Ludvík Aškenazy
- 25. Februar: 150. Geburtstag von Lessja Ukrajinka
- 26. Februar: 350. Geburtstag von Anthony Ashley Cooper (Shaftesbury)
- 01. März: 100. Geburtstag von Richard Wilbur
- 04. März: 150. Todestag von José Fernando Ramírez
- 05. März: 150. Geburtstag von Rosa Luxemburg
- 10. März: 250. Geburtstag von Friedrich Creuzer
- 19. März: 300. Geburtstag von Tobias Smollett
- 19. März: 200. Geburtstag von Richard Francis Burton
- 20. März: 100. Geburtstag von Rudolf Noelte
- 21. März: 150. Geburtstag von Philadelphe de Gerde
- 22. März: 250. Geburtstag von Heinrich Zschokke
- 23. März: 100. Geburtstag von Gert Fritz Unger
- 23. März: 50. Todestag von Simon Vestdijk
- 25. März: 200. Geburtstag von Isabella Banks
- 27. März: 150. Geburtstag von Heinrich Mann
- 27. März: 100. Geburtstag von Hélène Berr
- 28. März: 100. Geburtstag von Dirk Bogarde
- 31. März: 400. Geburtstag von Andrew Marvell
- 04. April: 100. Geburtstag von Karl Gröning jr.
- 09. April: 200. Geburtstag von Charles Baudelaire
- 16. April: 150. Geburtstag von John Millington Synge
- 16. April: 100. Geburtstag von Wolfgang Leonhard
- 16. April: 100. Geburtstag von Peter Ustinov
- 23. April: 200. Geburtstag von Pierre Dupont
- 26. April: 1900. Geburtstag von Mark Aurel
- 30. April: 50. Geburtstag von John Boyne
- 01. Mai: 100. Geburtstag von Gilbert Durand
- 04. Mai: 150. Geburtstag von Salomo Friedlaender
- 04. Mai: 100. Todestag von Alfred Hermann Fried
- 05. Mai: 100. Geburtstag von Mavis Batey
- 06. Mai: 150. Geburtstag von Christian Morgenstern
- 06. Mai: 100. Geburtstag von Erich Fried
- 06. Mai: 50. Todestag von Helene Weigel
- 07. Mai: 200. Geburtstag von Adolph Kolatschek
- 07. Mai: 100. Geburtstag von Asa Briggs
- 08. Mai: 500. Geburtstag von Petrus Canisius
- 09. Mai: 100. Geburtstag von Daniel Berrigan
- 09. Mai: 100. Geburtstag von Sophie Scholl
- 09. Mai: 100. Geburtstag von Mona Van Duyn
- 10. Mai: 500. Todestag von Sebastian Brant
- 10. Mai: 100. Geburtstag von Oliver Hassencamp
- 11. Mai: 100. Geburtstag von Hildegard Hamm-Brücher
- 12. Mai: 100. Geburtstag von Joseph Beuys
- 12. Mai: 100. Geburtstag von Farley Mowat
- 12. Mai: 100. Todestag von Emilia Pardo Bazán
- 14. Mai: 250. Geburtstag von Robert Owen
- 14. Mai: 150. Geburtstag von Wassyl Stefanyk
- 15. Mai: 50. Todestag von Bernward Vesper
- 18. Mai: 150. Geburtstag von Franziska zu Reventlow
- 19. Mai: 250. Geburtstag von Rahel Varnhagen von Ense
- 20. Mai: 100. Geburtstag von Wolfgang Borchert
- 20. Mai: 100. Geburtstag von Karl Dedecius
- 21. Mai: 550. Geburtstag von Albrecht Dürer
- 21. Mai: 100. Geburtstag von Andrei Sacharow
- 23. Mai: 100. Geburtstag von James Blish
- 24. Mai: 50. Todestag von Hiratsuka Raichō
- 25. Mai: 200. Geburtstag von Henri Alexis Brialmont
- 25. Mai: 200. Geburtstag von Wilhelm Rüstow
- 25. Mai: 100. Geburtstag von Giorgio Orelli
- 26. Mai: 100. Geburtstag von Walter Laqueur
- 27. Mai: 250. Geburtstag von Johann Severin Vater
- 28. Mai: 100. Geburtstag von Heinz G. Konsalik
- 28. Mai: 50. Todestag von Jean Vilar
- 04. Juni: 200. Geburtstag von Apollon Maikow
- 04. Juni: 50. Todestag von Georg Lukács
- 05. Juni: 100. Todestag von Georges Feydeau
- 08. Juni: 200. Geburtstag von Samuel White Baker
- 12. Juni: 200. Geburtstag von Luise Büchner
- 12. Juni: 100. Geburtstag von H. C. Artmann
- 14. Juni: 50. Geburtstag von Kathrin Röggla
- 21. Juni: 100. Geburtstag von Helmut Heißenbüttel
- 23. Juni: 100. Geburtstag von Carmelina Sánchez-Cutillas
- 29. Juni: 100. Geburtstag von Frédéric Dard
- 29. Juni: 100. Geburtstag von Reinhard Mohn
- 03. Juli: 50. Todestag von Jim Morrison
- 04. Juli: 100. Geburtstag von Klaus Staemmler
- 04. Juli: 50. Todestag von August Derleth
- 05. Juli: 150. Geburtstag von Miguel Asín Palacios
- 05. Juli: 50. Todestag von Thea Sternheim
- 06. Juli: 50. Todestag von Horst Lange
- 08. Juli: 400. Geburtstag von Jean de La Fontaine
- 08. Juli: 400. Geburtstag von Leonora Christina Ulfeldt
- 08. Juli: 100. Geburtstag von Othmar Franz Lang
- 08. Juli: 100. Geburtstag von Edgar Morin
- 09. Juli: 300. Geburtstag von Johann Nikolaus Götz
- 10. Juli: 150. Geburtstag von Marcel Proust
- 11. Juli: 50. Todestag von John W. Campbell
- 17. Juli: 100. Geburtstag von Hannah Szenes
- 17. Juli: 50. Geburtstag von Cory Doctorow
- 18. Juli: 100. Geburtstag von Aaron T. Beck
- 20. Juli: 100. Geburtstag von Henri Alleg
- 25. Juli: 100. Geburtstag von Paul Watzlawick
- 29. Juli: 100. Geburtstag von Chris Marker
- 30. Juli: 250. Todestag von Thomas Gray
- 02. August: 100. Geburtstag von Ruth Barcan Marcus
- 02. August: 50. Todestag von Ludwig Marcuse
- 07. August: 100. Todestag von Alexander Blok
- 08. August: 100. Todestag von Juhani Aho
- 09. August: 200. Geburtstag von Hieronymus Lorm
- 09. August: 150. Todestag von José Mármol
- 11. August: 100. Geburtstag von Alex Haley
- 13. August: 150. Geburtstag von Karl Liebknecht
- 14. August: 100. Todestag von Harriet Elizabeth Prescott Spofford
- 14. August: 100. Geburtstag von Julia Hartwig
- 14. August: 100. Geburtstag von Giorgio Strehler
- 15. August: 400. Todestag von John Barclay
- 15. August: 250. Geburtstag von Walter Scott
- 16. August: 300. Todestag von Christian Friedrich Hunold
- 20. August: 50. Geburtstag von David Walliams
- 21. August: 150. Geburtstag von Leonid Andrejew
- 25. August: 200. Geburtstag von Ludwig Pfau
- 25. August: 100. Geburtstag von Brian Moore
- 26. August: 100. Todestag von Ludwig Thoma
- 27. August: 150. Geburtstag von Theodore Dreiser
- 31. August: 200. Geburtstag von Hermann von Helmholtz
- 31. August: 100. Geburtstag von Raymond Williams
- 01. September: 100. Geburtstag von Willem Frederik Hermans
- 02. September: 550. Geburtstag von Ercole Strozzi (* evtl. 1473)
- 06. September: 100. Geburtstag von Carmen Laforet
- 08. September: 150. Geburtstag von Franz Karl Ginzkey
- 09. September: 100. Geburtstag von Solomon Apt
- 11. September: 250. Geburtstag von Mungo Park
- 11. September: 100. Todestag von Subramaniya Bharati
- 12. September: 100. Geburtstag von Stanisław Lem
- 13. September: 150. Todestag von Şinasi
- 14. September: 700. Todestag von Dante Alighieri
- 16. September: 100. Geburtstag von Walter Boehlich
- 17. September: 350. Geburtstag von Samuel König
- 17. September: 250. Todestag von Tobias Smollett
- 19. September: 100. Geburtstag von Paulo Freire
- 20. September: 50. Todestag von Giorgos Seferis
- 25. September: 400. Todestag von Mary Sidney
- 26. September: 100. Geburtstag von Cyprian Ekwensi
- 27. September: 150. Geburtstag von Grazia Deledda
- 28. September: 100. Todestag von Oskar Panizza
- 05. Oktober: 200. Geburtstag von Rudolf Haym
- 05. Oktober: 150. Todestag von Alexander Afanassjew
- 09. Oktober: 100. Geburtstag von Tadeusz Różewicz
- 10. Oktober: 100. Geburtstag von James Clavell
- 10. Oktober: 100. Geburtstag von Andrea Zanzotto
- 10. Oktober: 50. Geburtstag von Markus Heitz
- 15. Oktober: 200. Geburtstag von Moritz Hartmann
- 15. Oktober: 100. Geburtstag von Hoimar von Ditfurth
- 18. Oktober: 50. Todestag von Peter Szondi
- 22. Oktober: 100. Geburtstag von Georges Brassens
- 29. Oktober: 150. Geburtstag von Beatriz Pinheiro
- 30. Oktober: 150. Geburtstag von Paul Valéry
- 31. Oktober: 200. Geburtstag von Karel Havlíček Borovský
- 31. Oktober: 100. Geburtstag von Max Walter Schulz
- 01. November: 150. Geburtstag von Stephen Crane
- 01. November: 100. Geburtstag von Ilse Aichinger
- 01. November: 50. Todestag von Gertrud von le Fort
- 03. November: 1000. Todestag von Abū ʿAbd ar-Rahmān as-Sulamī
- 03. November: 150. Geburtstag von Hanns Heinz Ewers
- 04. November: 100. Geburtstag von Gert Ledig
- 05. November: 50. Todestag von Yaşar Nezihe
- 06. November: 100. Geburtstag von James Jones
- 09. November: 300. Geburtstag von Mark Akenside
- 11. November: 200. Geburtstag von Fjodor Dostojewski
- 14. November: 50. Todestag von Luciano Bianciardi
- 18. November: 100. Geburtstag von Tschabua Amiredschibi
- 18. November: 100. Todestag von Micha Josef Berdyczewski
- 19. November: 100. Geburtstag von Max Kruse
- 20. November: 300. Geburtstag von Jean-Henri Maubert de Gouvest
- 23. November: 800. Geburtstag von Alfons X.
- 29. November: 100. Geburtstag von Annemarie Reinhard
- 02. Dezember: 50. Todestag von Anneliese Maier
- 03. Dezember: 100. Geburtstag von Geoffrey S. Kirk
- 04. Dezember: 100. Geburtstag von Carlos Franqui
- 04. Dezember: 50. Todestag von Meinrad Inglin
- 06. Dezember: 150. Geburtstag von Mykola Woronyj
- 07. Dezember: 350. Todestag von Theodor Falkeisen
- 08. Dezember: 1000. Geburtstag von Wang Anshi
- 10. Dezember: 100. Geburtstag von Christine Brückner
- 10. Dezember: 100. Geburtstag von Georg Stefan Troller
- 11. Dezember: 100. Todestag von Robert de Montesquiou
- 11. Dezember: 100. Geburtstag von Pierre Bec
- 12. Dezember: 200. Geburtstag von Gustave Flaubert
- 13. Dezember: 150. Geburtstag von Emily Carr
- 16. Dezember: 150. Todestag von Willibald Alexis
- 17. Dezember: 100. Todestag von Gabriela Zapolska
- 19. Dezember: 100. Geburtstag von Anne Golon
- 19. Dezember: 100. Geburtstag von Andri Peer
- 21. Dezember: 150. Todestag von Louise Aston
- 21. Dezember: 100. Geburtstag von Augusto Monterroso
- 24. Dezember: 100. Todestag von Teresa Wilms Montt
- 25. Dezember: 300. Geburtstag von William Collins
- 25. Dezember: 100. Todestag von Wladimir Korolenko
- 26. Dezember: 250. Todestag von Claude Adrien Helvétius
- 27. Dezember: 450. Geburtstag von Johannes Kepler
- 27. Dezember: 200. Geburtstag von Jane Francesca Elgee
- Im Jahr 2021: 900. Todestag von at-Tughrai
- Im Jahr 2021: 900. Todestag von Zhou Bangyan
- Im Jahr 2021: 800. Todestag von Nadschm ad-Dīn al-Kubrā
- Im Jahr 2021: 700. Geburtstag von Ibn Juzayy
- Im Jahr 2021: 500. Geburtstag von Xu Wei
- Im Jahr 2021: 450. Geburtstag von Matsunaga Teitoku
- Im Jahr 2021: 100. Geburtstag von Wolf Uecker
- 2020 oder 2021: 450. Geburtstag von François de Rosset
- 2020 oder 2021: 300. Todestag von Bidil

### Werke
1321
- Das Kunigundenpassional wird fertiggestellt.

1521
- Von Marko Marulić erscheint das kroatische Epos Judita.

1621
- Von Robert Burton erscheint (unter dem Pseudonym „Democritus Junior“) erstmals The Anatomy of Melancholy.

1671
- Von John Milton erscheint Paradise Regained (zusammen mit dem Buchdrama Samson Agonistes).

1721
- Von Montesquieu erscheint (anonym) der Briefroman Lettres Persanes.

1771
- Der Bildungs- und Schelmenroman Tom Jones: Die Geschichte eines Findelkindes von Henry Fielding erscheint auf Deutsch.
- Von Sophie von La Roche erscheint der Briefroman Geschichte des Fräuleins von Sternheim.
- Von Louis-Sébastien Mercier erscheint der utopische Roman Das Jahr 2440: ein Traum aller Träume.
- Von Moritz August von Thümmel erscheint die Verserzählung Die Inoculation der Liebe.
- Von Goethe wird ein erstes Manuskript des Götz von Berlichingen, der sogenannte „Urgötz“, niedergelegt (postum veröffentlicht).

1821

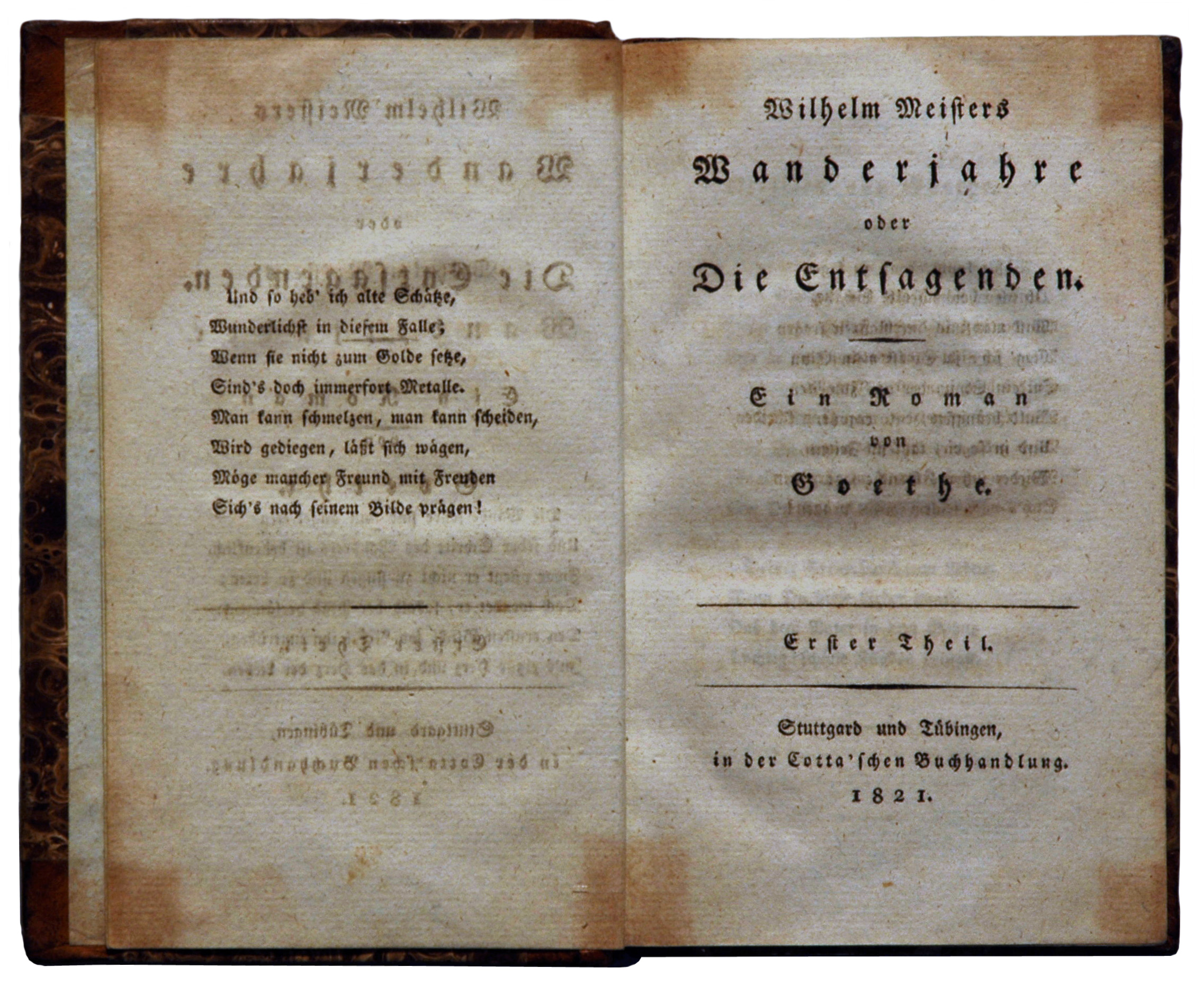
Wilhelm Meisters Wanderjahre (1821)

- Die erste Fassung des Romans Wilhelm Meisters Wanderjahre von Goethe erscheint.
- Die Dramen-Trilogie Das goldene Vlies von Franz Grillparzer wird in Wien uraufgeführt.
- Die Grundlinien der Philosophie des Rechts von Hegel erscheinen mit der Angabe „1821“ (tatsächlich jedoch bereits im Oktober 1820).
- Von E. T. A. Hoffmann werden u. a. verfasst bzw. erscheinen:
  - Die Doppeltgänger (1821 verfasst)
  - Der Elementargeist (1821 erschienen)
  - Lebens-Ansichten des Katers Murr (Bd. 2 erscheint, datiert „1822“)
  - Die Serapionsbrüder (Bd. 4 erscheint)
- Das Drama Die Hermannsschlacht von Heinrich von Kleist wird postum veröffentlicht.

1871
- Von Ludwig Anzengruber erscheint das „Volksstück mit Gesang“ Der Meineidbauer und wird im Dezember in Wien uraufgeführt.
- Von Lewis Carroll erscheint (datiert auf 1872) Through the Looking-Glass, and What Alice Found There.
- Von Charles Darwin erscheint das zweibändige Werk The Descent of Man, and Selection in Relation to Sex, dessen erste Übertragung ins Deutsche durch Julius Victor Carus ebenfalls 1871 veröffentlicht wird.
- Von George Eliot erscheint der erste Teil des Romans Middlemarch, A Study of Provincial Life.
- Von Theodor Fontane erscheint Kriegsgefangen. Erlebtes 1870.
- Paul Heyse und Hermann Kurz beginnen mit der Veröffentlichung des Deutschen Novellenschatzes.
- In den Fliegenden Blättern erscheint die Gschicht vom Brandner Kasper von Franz von Kobell.
- Von George MacDonald erscheint das Kinderbuch At the Back of the North Wind in Buchform.
- Der Entwicklungsroman Das Haideprinzeßchen von E. Marlitt wird in der Gartenlaube veröffentlicht.
- Von Alexander Ostrowski erscheint die Komödie Der Wald und wird im November in Sankt Petersburg uraufgeführt.
- Von Peter Rosegger erscheint in der Grazer Tagespost in Fortsetzungen die Erzählung Die Harfe im Walde.
- Von Theodor Storm erscheinen in Westermanns Monatsheften die biografische Erzählung Der Amtschirurgus – Heimkehr und die Novelle Eine Halligfahrt.
- Die Oper Aida von Giuseppe Verdi wird am 24. Dezember in Kairo uraufgeführt.
- Von Jules Verne erscheint der Roman Une ville flottante in Buchform.
- Von Émile Zola erscheinen die Romane La Fortune des Rougon und La Curée als Bd. 1 und 2 des 20-bändigen Zyklus Les Rougon-Macquart.

1921
- Walter Benjamin verfasst Kapitalismus als Religion (Fragment).
- Bertolt Brecht beginnt mit der Abfassung des Dramas Im Dickicht der Städte.
- Von Hans Dominik erscheint die Kurzgeschichte Zukunftsmusik.
- Das Drama Das Weib auf dem Tiere von Bruno Frank wird am 27. September in Breslau uraufgeführt und erscheint im Druck.
- Von Sigmund Freud erscheint die Studie Massenpsychologie und Ich-Analyse.
- Der brave Soldat Schwejk von Jaroslav Hašek beginnt zu erscheinen.
- Das Versdrama Indipohdi von Gerhart Hauptmann wird veröffentlicht.
- Ernest Hemingway verfasst die Kurzgeschichte Up in Michigan.
- Das Lustspiel Der Schwierige von Hugo von Hofmannsthal wird am 7. November in München uraufgeführt und bei S. Fischer in Berlin veröffentlicht.
- Die Oper Káťa Kabanová von Leoš Janáček wird am 23. November in Brünn uraufgeführt; von Janáček stammt auch das Libretto (nach Alexander Ostrowskis Drama Gewitter).
- Von H. P. Lovecraft erscheinen in verschiedenen Zeitschriften u. a. die Horrorgeschichten Facts Concerning the Late Arthur Jermyn and His Family, The Nameless City, The Picture in the House; zudem werden die in späteren Jahren veröffentlichten Kurzgeschichten The Outsider und The Music of Erich Zann von Lovecraft 1921 verfasst.
- Von Thomas Mann erscheint die bereits 1906 entstandene Novelle Wälsungenblut.
- Thomas Mann verfasst den Essay Zur jüdischen Frage (der zu Lebzeiten des Autors nicht veröffentlicht wird).
- Von Hans Paasche erscheint postum in Buchform die Satire Die Forschungsreise des Afrikaners Lukanga Mukara ins innerste Deutschland.
- Das Drama Sechs Personen suchen einen Autor von Luigi Pirandello wird am 9. Mai in Rom uraufgeführt.

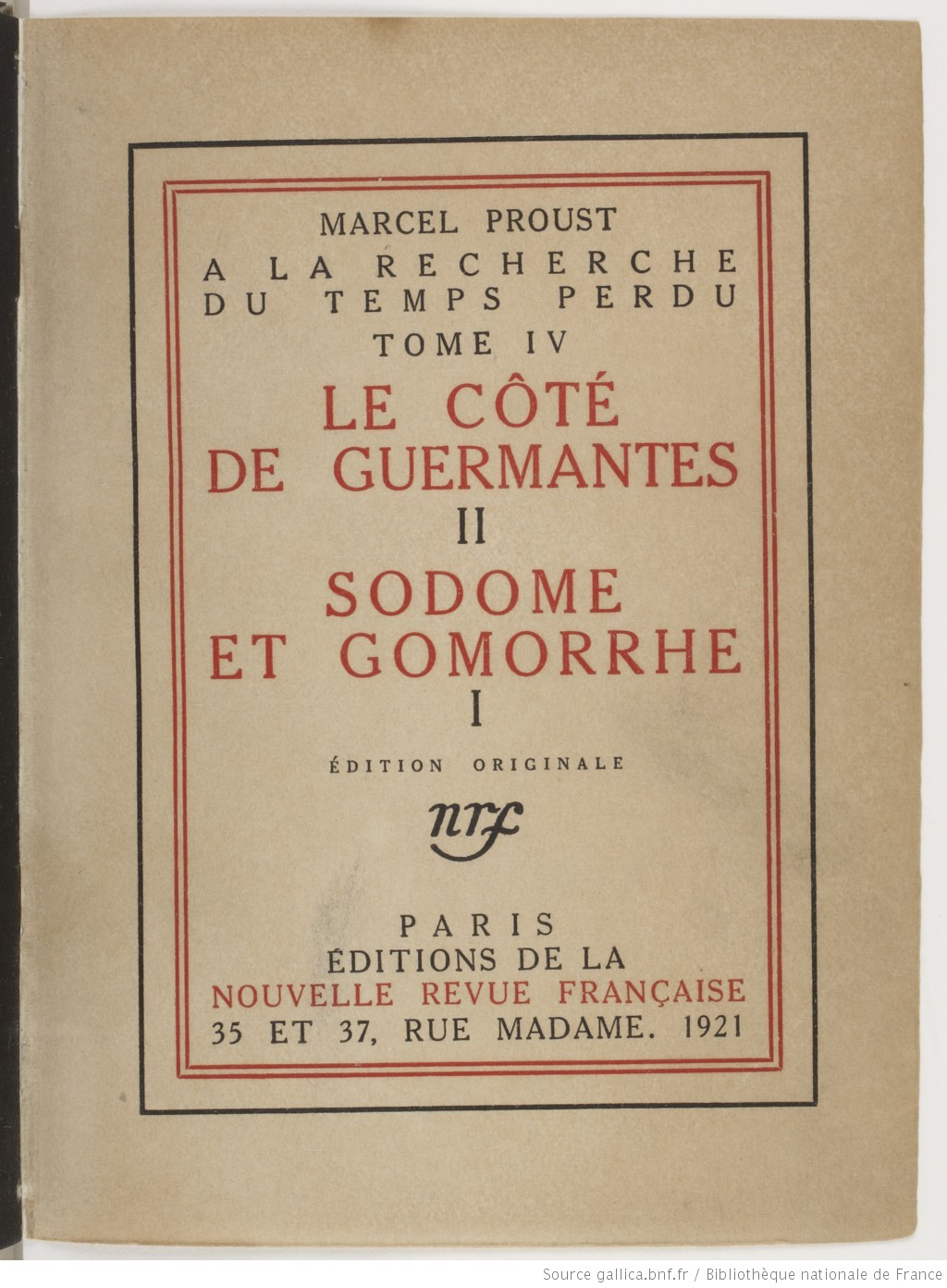
À la recherche du temps perdu (1921)

- Die Oper Die Liebe zu den drei Orangen von Sergei Prokofjew wird am 30. Dezember in Chicago uraufgeführt.
- Von Marcel Proust erscheinen im Rahmen des siebenteiligen Romanwerks À la recherche du temps perdu zwischen 1920 und 1922 die Bände Le Côté de Guermantes und Sodome et Gomorrhe.
- Das „schwarze“ Musical Shuffle Along von Eubie Blake (Musik) und Noble Sissle (Texte) wird am 23. Mai am Broadway uraufgeführt.
- Von Ludwig Thoma erscheint im Todesjahr des Autors der Roman Der Ruepp.
- Von Max Weber erscheint postum der 1. Halbband von Wirtschaft und Gesellschaft.
- Von Margery Williams erscheint als Vorabdruck in Harper’s Bazaar das Kinderbuch The Velveteen Rabbit.
- Von Ludwig Wittgenstein erscheint der Tractatus logico-philosophicus in einer unkorrigierten, fehlerhaften Fassung.
- Von Heinrich Zille erscheinen (unter Pseudonym) die Hurengespräche.

1971
- Von Ingeborg Bachmann erscheint der Roman Malina.
- Von T. J. Bass erscheint der Science-Fiction-Roman Half Past Human.
- Von Thomas Bernhard erscheint die Erzählung Gehen.
- Leonard Bernsteins Musiktheaterstück Mass wird in Washington, D.C. uraufgeführt.
- Von William Peter Blatty erscheint der Roman The Exorcist.
- Das Drama Lear von Edward Bond wird in London uraufgeführt.
- Von Wassil Bykau entsteht die Novelle Der Obelisk.
- Von Friedrich Dürrenmatt erscheint die Erzählung Der Sturz.
- Von Jürg Federspiel erscheint der Roman Die Märchentante.
- Von Michel Foucault erscheint Die Ordnung der Dinge auf Deutsch.
- Von Milton Friedman erscheint der Text Kapitalismus und Freiheit auf Deutsch.
- Von Walter Kempowski erscheint der Roman Tadellöser & Wolff.
- Von Judith Kerr erscheint der Roman When Hitler Stole Pink Rabbit.
- Von Arthur Koestler erscheint das biografische Werk The Case of the Midwife Toad.
- Von Alice Munro erscheint der Kurzgeschichtenzyklus Lives of Girls and Women.
- Arkadi und Boris Strugazki verfassen den Science-Fiction-Roman Picknick am Wegesrand.
- Von Hunter S. Thompson erscheint der Roman Fear and Loathing in Las Vegas.

### Weitere Jubiläen
- 1521: Neacșus Brief, das älteste bekannte Dokument in rumänischer Sprache, wird in kyrillischer Schrift verfasst.
- 1521: Thomas Müntzer verfasst das Prager Manifest.
- 04. Juni 1596: In Tübingen wird die Vorgängerin der Osianderschen Buchhandlung gegründet.
- 1671: Isaac Newton vollendet Method of Fluxions (publiziert 1736).
- 05. Mai 1821: Die britische Tageszeitung The Guardian erscheint erstmals.
- 1846: Gründung der Leipziger Dampfbuchbinderei Theodor Knaur, aus der sich die heutige Verlagsgruppe Droemer Knaur entwickelt
- 08. Januar 1871: In Wien erscheint erstmals die „humoristisch-satirische“ Wochenzeitung Die Bombe.
- 1871: In Keston (heute Greater London) wird der Verlag George Allen & Sons gegründet.
- 1871: In den USA erscheint erstmals das Satiremagazin Puck.
- 1871: Arthur Rimbaud verfasst das Gedicht Le Bateau ivre.
- 1921: Die letzten Bände der Buchreihe Der jüngste Tag erscheinen.
- 1921: Der letzte Band der Buchreihe Hauptwerke des Sozialismus und der Sozialpolitik erscheint.
- 1921/1922: In Berlin erscheint in dem russischen Emigrantenverlag Mysl die russischsprachige literarische Buchreihe Ein Buch für alle.
- 21. September 1921: In München wird der Max Hueber Verlag gegründet.
- 05. Oktober 1921: In London wird der P.E.N.-Club gegründet.
- 31. Dezember 1921: Die Feuilleton-zentrierte Wiener Abendpost erscheint letztmals.
- 1946: In Berlin wird der Cornelsen Verlag gegründet.
- 24. April 1946: Der seit 1952 so firmierende Mitteldeutsche Verlag wird gegründet.
- 12. Juni 1946: In Hamburg wird der Verlag Friedrich Oetinger gegründet.
- Juni 1946: Die Berliner Hefte für geistiges Leben erscheinen erstmals; 1949 wird ihr Erscheinen eingestellt.
- 14. November 1946: Lucky Luke wird geboren.
- 1971: Die österreichische Literaturzeitschrift Podium erscheint erstmals.
- 1971: Die Whitbread Book Awards, seit 2006 Costa Book Awards, für englischsprachige Literatur von Autoren aus dem Vereinigten Königreich oder der Republik Irland werden erstmals vergeben.
- 25. April 1971: Die Gruppe Olten, eine bis 2002 bestehende Vereinigung Schweizer Autoren, gründet sich.
- 13. September 1971: Heinrich Böll wird Präsident des Internationalen P.E.N.-Clubs.

## Gestorben im Jahr 2021

### Sehr bekannte Autoren
- 08. Januar: Barbara Köhler
- 09. Januar: Theodor Weißenborn
- 11. Januar: Ludwig Fels
- 26. Januar: Lars Norén
- 08. Februar: Jean-Claude Carrière
- 13. Februar: Urs Jaeggi
- 22. Februar: Lawrence Ferlinghetti
- 24. Februar: Philippe Jaccottet
- 21. März: Nawal El Saadawi
- 21. März: Adam Zagajewski
- 25. März: Larry McMurtry
- 25. März: Uta Ranke-Heinemann
- 06. April: Hans Küng
- 15. Mai: SAID
- 23. Mai: Eric Carle
- 04. Juni: Friederike Mayröcker
- 28. Juli: Roberto Calasso
- 04. August: Karl Heinz Bohrer
- 08. August: Jaan Kaplinski
- 23. August: Gunilla Bergström
- 23. August: Jean-Luc Nancy
- 02. September: Mikis Theodorakis
- 17. September: Alfonso Sastre
- 23. September: Kjell Askildsen
- 09. Oktober: Jost Hermand
- 01. November: Aaron T. Beck
- 13. November: Wilbur A. Smith
- 18. November: Oswald Wiener
- 21. November: Robert Bly
- 22. November: Noah Gordon
- 23. November: Andrew Vachss
- 26. November: Stephen Sondheim
- 27. November: Almudena Grandes
- 30. November: Marie-Claire Blais
- 30. November: Klaus Rainer Röhl
- 06. Dezember: Klaus von Beyme
- 10. Dezember: Günther Rühle
- 11. Dezember: Anne Rice
- 14. Dezember: Rosita Sokou
- 15. Dezember: bell hooks
- 17. Dezember: Klaus Wagenbach
- 23. Dezember: Joan Didion
- 23. Dezember: Inge Jens
- 24. Dezember: Birgit Vanderbeke
- 25. Dezember: Martin Dornes
- 26. Dezember: E. O. Wilson

### Weitere Autoren
- 01. Januar (?): Dušan Jovanović
- 02. Januar: Rolf H. Krauss
- 02. Januar: Marek Pivovar
- 02. Januar: Johannes Wallmann
- 03. Januar: Marion Soreth
- 03. Januar: Wolfgang Wippermann
- 07. Januar: Jan Blommaert
- 07. Januar: Carlos Rasch
- 07. Januar: Neil Sheehan
- 08. Januar: John Corcoran
- 08. Januar: Erhard Franz
- 08. Januar: Emile Hemmen
- 09. Januar: John Lutz
- 11. Januar: Vassilis Alexakis
- 11. Januar: Lionel Gossman
- 11. Januar: Jean Nurdin
- 11. Januar: Arkadiusz Pacholski
- 11. Januar: Kurt Schauppmeier
- 12. Januar: Tommaso Di Ciaula
- 12. Januar: Marran Gosov
- 13. Januar: Frank J. Coppa
- 14. Januar: Storm Constantine
- 15. Januar: Ariane Braml
- 16. Januar: Choi Jeongrye
- 16. Januar: Julia Zernack
- 17. Januar: Dirk Dasenbrock
- 19. Januar: Rodolfo Alonso
- 21. Januar: Jean Graton
- 21. Januar: Hasso Hofmann
- 21. Januar: André Müller sen.
- 22. Januar: Maria Dessauer
- 22. Januar: Ernst Gehmacher
- 22. Januar: Simone Meyer
- 22. Januar: Truda Stamać
- 23. Januar: Charles Dyer
- 24. Januar: Arik Brauer
- 24. Januar: Uwe Storjohann
- 24. Januar: Marcel Uderzo
- 27. Januar: Wolfram Hörandner
- 27. Januar: Karlheinz Schauder
- 27. Januar: Ulrich Winkler
- 28. Januar: Paul J. Crutzen
- 28. Januar: Kathleen Ann Goonan
- 28. Januar: Lewis Wolpert
- 29. Januar: Otto Dov Kulka
- 29. Januar: Mainhardt Graf von Nayhauß-Cormons
- 29. Januar: Calane da Silva
- 29. Januar: Victor Vermont
- 30. Januar: Michael Clanchy
- 30. Januar: Hans Kantereit
- 31. Januar: Thomas Emmerig
- 31. Januar: Abraham J. Twerski
- 01. Februar: Herbert Grymer
- 01. Februar: Michael Titzmann
- 02. Februar: Christian Broecking
- 02. Februar: Erik Eriksson
- 02. Februar: Harry Mark Petrakis
- 03. Februar: Maria Anspach
- 03. Februar: Marko Sosič
- 05. Februar: Hillert Ibbeken
- 06. Februar: Bernhard Morbach
- 06. Februar: Hugh Barr „Barry“ Nisbet
- 06. Februar: René-Victor Pilhes
- 08. Februar: Cyril Mango
- 09. Februar: Karel Vodička
- 11. Februar: Jacques Crickillon
- 11. Februar: Rolf Rübsam
- 13. Februar: Helen Meier
- 13. Februar: Demir Özlü
- 14. Februar: Catherine Belsey
- 14. Februar: Heinz Stefan Herzka
- 14. Februar: Ulla Johansen
- <15. Februar: Wolfgang Hermann Körner
- 15. Februar: Herbert Blume
- 15. Februar: Jeffrey L. Sammons
- 16. Februar: Irit Amiel
- 16. Februar: Joan Margarit
- 16. Februar: Jan Sokol
- 16. Februar: Gerhard Wirth
- 17. Februar: Françoise Cactus
- 17. Februar: Rush Limbaugh
- 17. Februar: Wolfgang Schlüter
- 17. Februar: Gaby Zipfel
- 18. Februar: Reiner Bernstein
- 18. Februar: Vittore Bocchetta
- 18. Februar: Ingeborg Lohfink
- 18. Februar: Kristofer Schipper
- 18. Februar: Ilse Seemann
- 18. Februar: Guido Stagnaro
- 19. Februar: Đorđe Balašević
- 20. Februar: Richard Boyd
- 21. Februar: Wolfgang Dietrich
- 21. Februar: Dick Geary
- 22. Februar: Günter Endruweit
- 22. Februar: Joachim Kuropka
- 23. Februar: Margaret Maron
- 24. Februar: Waltraud Schiffels
- 24. Februar: Claude Soubeste
- 24. Februar: Rein A. Zondergeld
- 25. Februar: Arkadi Dawidowitsch
- 25. Februar: Klaus Emmerich
- 25. Februar: George Sanford
- 27. Februar: Matthias Weißert
- 01. März: Friedrich Kümmel
- 02. März: Annemarie Kleinert-Ludwig
- 02. März: Claude Lacroix
- 04. März: Heinrich Walter Guggenheimer
- 04. März: Tony Hendra
- 04. März: Helmut Henne
- 04. März: Meinhard Schuster
- 04. März: Jonathan Steinberg
- 05. März: Udo Benzenhöfer
- 05. März: Werner Böcking
- 05. März: Claus-Wilhelm Canaris
- 05. März: Paul Foster
- 05. März: Moritz Freiherr Knigge
- 05. März: Horst Kurnitzky
- 05. März: Pavel Oliva
- 06. März: Katja Behrens
- 06. März: Gert Kollmer-von Oheimb-Loup
- 06. März: Karl Hermann Tjaden
- 06. März: Egil A. Wyller
- 07. März: Wolfgang A. Bienert
- 07. März: Jacek Łukasiewicz
- 08. März: Norton Juster
- 08. März: Cornelius Petrus Mayer
- 08. März: Mauricio Rosenmann Taub
- 09. März: Walter LaFeber
- 09. März: John Polkinghorne
- 09. März: Klaus Stadtmüller
- 10. März: Ingtraud Görland
- 10. März: Jiří Kimla
- 10. März: Robert Middlekauff
- 10. März: W. Edgar Yates
- 12. März: Chinmayo
- 12. März: Heinz-Albert Heindrichs
- 13. März: Alken Bruns
- 13. März: Klaus Popa
- 14. März: Drutmar Cremer
- 16. März: Jolanta Brach-Czaina
- 17. März: Gerhard Augustin
- 17. März: Peter Czerwinski
- 18. März: Klaus Ender
- 18. März: Jerzy Prokopiuk
- 18. März: Michael Stolleis
- 19. März: János Kárpáti
- 19. März: Melvin L. Kohn
- 19. März: Harald Sommer
- 19. März: Margret Steenfatt
- 19. März: Budge Wilson
- 20. März: Nguyễn Huy Thiệp
- 22. März: Dietrich Löffler
- 23. März: William A. Gamson
- 23. März: Edmund Gettier
- 23. März: Irena Vrkljan
- 23. März: Karl-Theodor Zauzich
- 24. März: Uldis Bērziņš
- 24. März: Morris Dickstein
- 24. März: Rudolf Kelterborn
- 25. März: Beverly Cleary
- 25. März: Bertrand Tavernier
- 26. März: Paul Polansky
- 27. März: Peter Fürstenau
- 27. März: Robert Münster
- 28. März: Ingmar Glanzelius
- 30. März: Gertrud Seehaus
- 31. März: Anzor Erkomaishvili
- 31. März: Ivan Klajn
- 31. März: Hans Rothe
- 01. April: Klairi Angelidou
- 01. April: Hugo Portisch
- 02. April: René Godenne
- 02. April: Rolf Hammel-Kiesow
- 02. April: Philipp Meran
- 02. April: Hugo Weczerka
- 03. April: Michael Alex
- 03. April: Guram Dotschanaschwili
- 03. April: Werner Tzscheetzsch
- 03. April: Hermann Wellenreuther
- 04. April: Francisco Haghenbeck
- 04. April: Hashida Sugako
- 04. April: Robert Mundell
- 05. April: Franz Machilek
- 05. April: Marshall Sahlins
- 06. April: Pieter Muysken
- 06. April: Marcel Pfändler
- 06. April: Paul Rabinow
- 07. April: Alfredo Bosi
- 07. April: Giorgos Krommidas
- 07. April: Moustafa Maher
- 07. April: Erich Ribolits
- 07. April: Matthias Spindler
- 07. April: Heinz Stübig
- 07. April: Edward Włodarczyk
- 08. April: Henning Köhler
- 08. April: John Naisbitt
- 08. April: Peter Terson
- 09. April: Siegfried Dangelmayr
- 09. April: Elena Pulcini
- 10. April: Horst Avenarius
- 10. April: Ruth Groh
- 10. April: Édouard J. Maunick
- 10. April: Guillaume Oyônô Mbia
- 10. April: Bob Porter
- 10. April: Marcio Veloz Maggiolo
- 11. April: Matthias Biskupek
- 11. April: Daniel Delas
- 11. April: Wolf Paul
- 11. April: John Williamson
- 11. April: Shirley Williams
- 12. April: Wilhelm Hortmann
- 13. April: Wassili Golowanow
- 13. April: Bernard Noël
- 15. April: Gerda Herrmann
- 15. April: Gunnar Hoydal
- 15. April: Walter Kaufmann
- 16. April: Barry Mason
- 17. April: Manfred Faßler
- 17. April: Wolodymyr Jaworiwskyj
- 18. April: Nelly Däs
- 19. April: Emil Biela
- 19. April: Rudolf Burger
- 19. April: Sven Lager
- 19. April: Maurice Maschino
- 19. April: Jim Steinman
- 19. April: Dieter Timpe
- 20. April: Robert Hollander
- 20. April: Ursula Schumm-Garling
- 21. April: Urs Bitterli
- 21. April: Marc Ferro
- 21. April: Carl Wolfgang Müller
- 21. April: Wakamatsu Jōtarō
- 23. April: James Heneghan
- 24. April: Vytautas Jurgis Bubnys
- 24. April: Pentti Kirstilä
- 26. April: Rainer Winkel
- 27. April: Ed Diener
- 27. April: Philip Ochieng
- 27. April: Wulf Schönbohm
- 27. April: Hans Peter Syndikus
- 27. April: Gerda Zorn
- 28. April: Peter Drescher
- 28. April: François Fédier
- 28. April: Martin Kluger
- 28. April: Jason Matthews
- 29. April: Dieter Steland
- 30. April: Takashi Tachibana
- 01. Mai: Pieter Aspe
- 01. Mai: Michael Erlhoff
- 01. Mai: Hans Peter Gansner
- 01. Mai: W. Royal Stokes
- 02. Mai: Christoph Jamme
- 05. Mai: Lucinda Franks
- 05. Mai: Jaroslav Mareš
- 05. Mai: Joan Schenkar
- 05. Mai: Hermann Schmitz
- 06. Mai: Yitzhak Arad
- 06. Mai: Walter Kraxner
- 06. Mai: Humberto R. Maturana
- 06. Mai: Charles R. Tittle
- 07. Mai: Horst Haase
- 07. Mai: András Horn
- 07. Mai: Wolfgang Viehweger
- 08. Mai: Aharon Almog
- 08. Mai: Ronald Inglehart
- 08. Mai: Anton Leopold
- 09. Mai: Jacques Bouveresse
- 09. Mai: José Manuel Caballero Bonald
- 09. Mai: Karlheinz Schweitzer
- 10. Mai: Vahur Afanasjev
- 10. Mai: Jerome Kagan
- 11. Mai: Benjamin Gibbs
- 12. Mai: Seamus Deane
- 12. Mai: Werner Seppmann
- 14. Mai: Raimund Hoghe
- 15. Mai: Werner Kieselbach
- 15. Mai: Klaus E. Müller
- 15. Mai: Karl A. Schleunes
- 16. Mai: Alfred Haverkamp
- 16. Mai: Richard L. Rubenstein
- 17. Mai: Hans Peter Schütz
- 18. Mai: Charles Grodin
- 19. Mai: Patrick Kokontis
- 19. Mai: Joseph D. Lichtenberg
- 19. Mai: Paul Mooney
- 20. Mai: Francisco Brines
- 20. Mai: Klaus Nestele
- 20. Mai: Rimantas Šavelis
- 20. Mai: Uve Schmidt
- 22. Mai: Günther Hießleitner
- 23. Mai: Frithjof Bergmann
- 23. Mai: Gerd Lüdemann
- 23. Mai: Gerda Wacek
- 24. Mai: Gerhard Deiss
- 24. Mai: Bernhard Stettler
- 26. Mai: Hanspeter Guggenbühl
- 26. Mai: Kay Tobin
- 28. Mai: Henryk Samsonowicz
- 28. Mai: Benoît Sokal
- 29. Mai: Thomas Mathiesen
- 29. Mai: Paolo Maurensig
- 29. Mai: Irwin Scheiner
- 31. Mai: Robert Low
- 01. Juni: Hischam Djait
- 01. Juni: Robert J. Schreiter
- 04. Juni: Erich Maletzke
- 05. Juni: André Beckers
- 05. Juni: Dimitri Ginev
- 06. Juni: Michel Host
- 06. Juni: Hisao Inagaki
- 07. Juni: Evangelos A. Moutsopoulos
- 07. Juni: Horst Pillau
- 07. Juni: A. L. Snijders
- 09. Juni: Edward de Bono
- 11. Juni: Lucinda Riley
- 12. Juni: Burckhard Garbe
- 13. Juni: Danielle Gourevitch
- 13. Juni: Nikita Mandryka
- 13. Juni: Franz Norbert Mennemeier
- 14. Juni: Moira Roth
- 15. Juni: Gregor Tessnow
- 16. Juni: Janet Malcolm
- 16. Juni: Reinhold Reitberger
- 17. Juni: István M. Fehér
- 17. Juni: Xu Yuanchong
- 18. Juni: Klaus Peter Dencker
- 18. Juni: Hans Toch
- 19. Juni: Renate Noll-Wiemann
- 20. Juni: Gerasimos Xenophon Santas
- 20. Juni: Barbara von Wulffen
- 22. Juni: Patricia Reilly Giff
- 22. Juni: Franz Rueb
- 23. Juni: Richard S. Levy
- 23. Juni: Arturo Schwarz
- 24. Juni: Jeffrey B. Berlin
- 24. Juni: Hans Mohler
- 26. Juni: Horst Wernecke
- 27. Juni: Lellia Cracco Ruggini
- 27. Juni: Kolbein Falkeid
- 28. Juni: Lauren Berlant
- 29. Juni: Xavier Lacroix
- 01. Juli: Peter Biele
- 01. Juli: Karl-Heinz Hense
- 01. Juli: Anneliese Löffler
- 01. Juli: Eric D. Weitz
- 03. Juli: Rosemarie Künzler-Behncke
- 04. Juli: Richard Lewontin
- 05. Juli: Mona Abaza
- 05. Juli: Ulrich Busch
- 05. Juli: Sissi Flegel
- 05. Juli: Richard Klein
- 06. Juli: Angelo Del Boca
- 06. Juli: Valerius Geist
- 06. Juli: Axel Kahn
- 06. Juli: Erich Schleyer
- 07. Juli: Manfred Brümmer
- 07. Juli: Allan Hobson
- 07. Juli: Michael Horovitz
- 08. Juli: Wilfried Hansmann
- 09. Juli: Leonard Neuger
- 10. Juli: Esther Bejarano
- 11. Juli: Nina Demurowa
- 11. Juli: Brigitte Richter
- 11. Juli: Jürgen Werner
- 12. Juli: Włodzimierz Borodziej
- 12. Juli: John Fiske
- 12. Juli: Gerrit Hohendorf
- 13. Juli: Erich Kleinschmidt
- 13. Juli: Fritz Werf
- 13. Juli: Manfred Wieninger
- 14. Juli: Klaus Bringmann
- 14. Juli: Sally Miller Gearhart
- 15. Juli: Rudolph Angermüller
- 15. Juli: Gerda Mayer
- 15. Juli: William F. Nolan
- 15. Juli: Fidel Rädle
- 15. Juli: Nyota Thun
- 15. Juli: Peter R. de Vries
- 17. Juli: Carl Wellman
- 18. Juli: Milan Lasica
- 18. Juli: Gerhard Pridöhl
- 19. Juli: Jacques Rougeot
- 20. Juli: Vita Andersen
- 21. Juli: Elke Hartmann
- 21. Juli: Thomas N. Tentler
- 22. Juli: Christa Mulack
- 23. Juli: Alfred Biolek
- 23. Juli: Martin Brecht
- 23. Juli: Jabbour Douaihy
- 23. Juli: Jutta Heinrich
- 23. Juli: Rolf Hosfeld
- 23. Juli: Patricia Kennealy-Morrison
- 23. Juli: Edelbert Richter
- 23. Juli: Steven Weinberg
- 24. Juli: Dieter Heß
- 24. Juli: Carlos Romeu
- 25. Juli: Horst Schuller Anger
- 25. Juli: Henri Vernes
- 26. Juli: Albert Bandura
- 26. Juli: Jürgen Borchhardt
- 26. Juli: Dewey Lambdin
- 27. Juli: Mo Hayder
- 27. Juli: Abbi Hübner
- 28. Juli: Tamara Kamenszain
- 29. Juli: Peter Buser
- 29. Juli: Richard Lamm
- 29. Juli: Susan Reynolds
- 29. Juli: Pedro Tamen
- 30. Juli: Jack Couffer
- 30. Juli: Peter Schmidt-Eppendorf
- 01. August: Yu Ying-shih
- 03. August: Wolf Harranth
- 03. August: Antonio Pennacchi
- 04. August: Martin Graff
- 04. August: Doris Orgel
- 04. August: Padma Sachdev
- 05. August: Jürgen Huck
- 05. August: Roger Lenaers
- 06. August: Lothar Dittrich
- 06. August: Donald Kagan
- 08. August: Arnold Angenendt
- 08. August: Rainer Schepper
- 09. August: Sarah Broadie
- 09. August: Kurt Wölfel
- 11. August: Peter Fleischmann
- 11. August: Hans-Albert Pederzani
- 12. August: Kurt Biedenkopf
- 12. August: K. Schippers
- 13. August: Georg Buddruss
- 13. August: Martin Henkel
- 13. August: Gino Strada
- 14. August: Algirdas Pocius
- 14. August: R. Murray Schafer
- 16. August: Stanley Aronowitz
- 16. August: Wolfgang U. Eckart
- 16. August: Hiroshi Sakagami
- 16. August: Harald Wessel
- 16. August: Bernt-Ture von zur Mühlen
- 17. August: Michitsuna Takahashi
- 17. August: Peter H. Wolff
- 18. August: Jill Murphy
- 18. August: Stephen Vizinczey
- 19. August: Raoul Cauvin
- 19. August: Konrad Dittrich
- 19. August: James W. Loewen
- 19. August: Henryk Olszewski
- 19. August: Thomas Welskopp
- 20. August: Tom T. Hall
- 20. August: Stephen B. Oates
- 21. August: Johannes Gerster
- 22. August: Crisódio Araújo
- 22. August: George Bournoutian
- 22. August: Christiane Olivier
- 25. August: Arnulf Ploder
- 26. August: Ales Rasanau
- 26. August: Wolfgang Ribbe
- 27. August: L. Neil Smith
- 28. August: Dimitri Kitsikis
- 28. August: Rainer Lindow
- 29. August: Robert Wolke
- 30. August: Karl Hengst
- 30. August: David Luscombe
- 31. August: Troels Andersen
- 31. August: Christian Dickinger
- 31. August: Hermann Kinder
- 31. August: Reinhard Mocek
- 31. August: Ferhan Şensoy
- 01. September: Jean-Denis Bredin
- 02. September: Daniele Del Giudice
- 04. September: Hermann Giesecke
- 04. September: Willard Scott
- 06. September: Bernd-Reiner Voß
- 07. September: Per Landin
- 07. September: Michael Streck
- 09. September: Jean-Claude van Itallie
- 09. September: Matthias Kroeger
- 09. September: Inge Methfessel
- 09. September: Tarcísio Padilha
- 09. September: Helm Stierlin
- 12. September: S. Thomas Parker
- 12. September: John Shelby Spong
- 13. September: Michel Garneau
- 14. September: Kirsten Heckmann-Janz
- 14. September: Wolfram Naumann
- 15. September: Álfrún Gunnlaugsdóttir
- 15. September: Doris Piserchia
- 16. September: Jacques Guidon
- 16. September: Ulrich Karthaus
- 17. September: Hartmut Radebold
- 18. September: Christoph Schwöbel
- 20. September: Athanasios Kambylis
- 20. September: Charles W. Mills
- 21. September: Melvin Van Peebles
- 21. September: Klaus Voigt
- 22. September: Odile Caradec
- 22. September: Hans Jellouschek
- 22. September: Ulf Nilsson
- 22. September: Gerhard Bernhard Winkler
- 23. September: Wolfgang Georg Fischer
- 23. September: Volker Mauersberger
- 25. September: Kamla Bhasin
- 25. September: Siegfried Grundmann
- 25. September: Miloš Vasić
- 26. September: Peter Lodynski
- 26. September: Ugo Malaguti
- 27. September: Cecilia Lindqvist
- 27. September: Hans Ruh
- 28. September: Piotr Bratkowski
- 28. September: Eberhard Jüngel
- 29. September: Stephan Grundy
- 30. September: Otto Wicki
- 01. Oktober: Erwin J. Haeberle
- 01. Oktober: Bob Mendes
- 01. Oktober: Eberhard Panitz
- 02. Oktober: Anthony Downs
- 02. Oktober: Ladislaus Löb
- 02. Oktober: Christa Müller
- 02. Oktober: Jürgen Rogge
- 03. Oktober: Alexander Ritter
- 04. Oktober: Ludvík Václavek
- 05. Oktober: Wolfgang Harms
- 05. Oktober: Manfred Hermann Schmid
- 06. Oktober: Eva-Maria Alves
- 06. Oktober: Martin J. Sherwin
- 07. Oktober: Ronald S. Stroud
- 08. Oktober: Klaus Breuing
- 08. Oktober: Hans Jürgen Hillen
- 08. Oktober: Henri Mitterand
- 08. Oktober: Sampei Shirato
- 10. Oktober: Matthyas Jenny
- 11. Oktober: J. N. Adams
- 11. Oktober: Anne Goldmann
- 11. Oktober: Ulrich Oevermann
- 12. Oktober: Margarete Jehn
- 12. Oktober: Chie Nakane
- 13. Oktober: Alexander Mühlen
- 13. Oktober: Gary Paulsen
- 13. Oktober: Gerd Schönfeld
- 13. Oktober: Fumio Yamamoto
- 15. Oktober: Youssef Ishaghpour
- 15. Oktober: Gerd Ruge
- 15. Oktober: Siegfried Zepf
- 16. Oktober: Robert Hotz
- 16. Oktober: Máire Mhac an tSaoi
- 17. Oktober: Anders Bodelsen
- 17. Oktober: Stefanie Gercke
- 17. Oktober: Helmut Korherr
- 17. Oktober: Reinhard M. G. Nickisch
- 17. Oktober: Léon Vandermeersch
- 17. Oktober: Robin Wood
- 18. Oktober: János Kornai
- 18. Oktober: Werner Lambersy
- 18. Oktober: Liri Lubonja
- 18. Oktober: Pamela McCorduck
- 19. Oktober: Hanskarl Hoerning
- 19. Oktober: Manfred Taube
- 20. Oktober: Robert Thurston
- 20. Oktober: Maurizio Vitale
- 21. Oktober: Hartmut Geerken
- 21. Oktober: Hasan Hanafi
- 21. Oktober: Konstanze Petersmann
- 22. Oktober: Herbert Lederer
- 23. Oktober: Michael Rutter
- 23. Oktober: Sirkka Turkka
- 24. Oktober: Arnold Hano
- 24. Oktober: Werner Sonntag
- 25. Oktober: Johannes Janota
- 25. Oktober: Ulrich Wilckens
- 26. Oktober: Alfred Bellebaum
- ≤26. Oktober: Uri Rubin
- 27. Oktober: Michael Bock
- 27. Oktober: Bettina Gaus
- 27. Oktober: P. J. Rhodes
- 28. Oktober: Walter Landin
- 29. Oktober: Herbert Obenaus
- 30. Oktober: Frank G. Hirschmann
- 30. Oktober: Luigi Reitani
- 30. Oktober: Justus Rosenberg
- 31. Oktober: Doğan Akhanlı
- 31. Oktober: Kenneth Joseph Reckford
- 01. November: Dieter Kalenbach
- 01. November: Wolfram Mauser
- 02. November: Dirk Cornelsen
- 02. November: Dieter B. Kapp
- 02. November: Li Zehou
- 02. November: Marie T. Martin
- 03. November: Elmar Lehmann
- 05. November: James A. Brundage
- 05. November: Frederik Kristensen
- 06. November: Raúl Rivero
- 07. November: Anton Valens
- 08. November: Ryszard Badowski
- 08. November: Sylvère Lotringer
- 08. November: Rolf Verleger
- 09. November: Wilhelmine M. Sayler
- 09. November: Jakuchō Setouchi
- 10. November: Christiane Grosz
- 11. November: Olga Neveršilová
- 13. November: Gilbert Harman
- 14. November: Etel Adnan
- 15. November: Peter P. Pachl
- 15. November: Abdulah Šarčević
- 16. November: Brian Clark
- 16. November: Sezai Karakoç
- 16. November: Dagmar Meyer
- 17. November: Jimmie Durham
- 18. November: Iso Baumer
- 18. November: Frank R. Pfetsch
- 18. November: Laurie Randolph
- 18. November: Friedo Ricken
- 19. November: David Boadella
- 19. November: Bernard Rollin
- 20. November: Josef van Ess
- 20. November: Gunhild Kübler
- 21. November: Antonio Escohotado
- 21. November: Marianne Kesting
- 21. November: Marietta Tschudakowa
- 22. November: Kim Friele
- 23. November: Cornelia Helfferich
- 24. November: Hermann Bausinger
- 24. November: Günter Dammann
- 24. November: Inez van Dullemen
- 24. November: Paul Khoury
- 25. November: Dieter B. Herrmann
- 25. November: Claus-Peter März
- 26. November: Ernst Wangermann
- 27. November: Désirée von Trotha
- 27. November: Walter Vitt
- 28. November: Elmar Hügler
- 28. November: Berndt Mosblech
- 28. November: Adriaan von Müller
- 28. November: Mira J. Spektor
- 28. November: Wolf Spillner
- 30. November: Peter Högemann
- 30. November: Georg Lind
- 30. November: Bodo Zeuner
- 01. Dezember: Erhard Denninger
- 01. Dezember: Jan Huber
- 01. Dezember: Miroslav Zikmund
- 02. Dezember: Friederike Hassauer
- 02. Dezember: Antony Sher
- ≤3. Dezember: Alfonso Vallejo
- 04. Dezember: Georg Lohmann
- 04. Dezember: Pierre Rabhi
- 05. Dezember: Jean-Paul Didierlaurent
- 05. Dezember: Christine Haidegger
- 05. Dezember: Michel Rouche
- 05. Dezember: Song Ki-suk
- 06. Dezember: Diethard Aschoff
- 06. Dezember: Lindiwe Mabuza
- 07. Dezember: John R. Gillis
- 07. Dezember: Karl Grobe-Hagel
- 07. Dezember: Geoffrey Harcourt
- 07. Dezember: Horst Mühleisen
- 07. Dezember: Dieter Schröder
- 08. Dezember: Wassili Afonin
- 08. Dezember: Reiner Zimnik
- 09. Dezember: Robert Jervis
- 09. Dezember: Lina Wertmüller
- 10. Dezember: Michael Nesmith
- 12. Dezember: Eckhard Plümacher
- 13. Dezember: Giannalberto Bendazzi
- 13. Dezember: Maja Beutler
- 14. Dezember: Harm Pinkster
- 15. Dezember: François Lissarrague
- 15. Dezember: Gerhard Stübner
- 16. Dezember: Werner Färber
- 16. Dezember: Manuel Seco y Reymundo
- 16. Dezember: Rajvinder Singh
- 17. Dezember: Eve Babitz
- 17. Dezember: José Pablo Feinmann
- 17. Dezember: Haydar Işık
- 18. Dezember: Ludvík Armbruster
- 18. Dezember: Gerhard Dobesch
- 18. Dezember: Tilman Pünder
- 19. Dezember: Pilar Baumeister
- 19. Dezember: Antoine Faivre
- 20. Dezember: Michael Albrecht
- 20. Dezember: Hans Werbik
- 21. Dezember: Bernhard Schimmelpfennig
- 22. Dezember: Thomas Kinsella
- 22. Dezember: Albrecht Milnik
- 23. Dezember: Bernard Dewulf
- 23. Dezember: Sami Omar
- 23. Dezember: Omar Saavedra Santis
- 24. Dezember: Fritz R. Glunk
- 25. Dezember: Joachim Dyck
- 25. Dezember: Jonathan Spence
- 26. Dezember: Ortwin Buchbender
- 26. Dezember: Johann Haddinga
- 26. Dezember: Henri Losch
- 26. Dezember: Desmond Tutu
- 27. Dezember: Keri Hulme
- 27. Dezember: Harald Mueller
- 28. Dezember: Grichka Bogdanoff
- 28. Dezember: Lionel Carley
- 29. Dezember: Manfred Baldus
- 29. Dezember: Lillian Crott Berthung
- 29. Dezember: Nino Filastò
- 30. Dezember: Márton Kalász
- 30. Dezember: Gottfried Michael Koenig
- 30. Dezember: Lya Luft
- 30. Dezember: Ponkie
- 30. Dezember: Helmut Seitz
- 31. Dezember: Michael Inwood
- 31. Dezember: Valeeria Villandi

### Weitere Persönlichkeiten
- 04. Januar: Hans Heinrich Meier
- 04. Januar: Helga Weyhe
- 06. Januar: Jim Haynes
- 20. Januar: Claude Bremond
- 20. Januar: Ursula Haeusgen
- 21. Januar: Ulrich Staudinger
- 22. Januar: Martin Schneider
- 23. Januar: Hal Holbrook[23]
- 24. Januar: Gunnel Lindblom
- ≈2. Februar: Ludger Bült
- 03. Februar: Lokman Slim
- 05. Februar: Wolfgang Schlieder
- 06. Februar: Udo Achten
- 10. Februar: Victor Ambrus
- 10. Februar: Gertrud Bense
- 10. Februar: Gerhard Kay Birkner
- 21. Februar: Hélène Martin
- 23. Februar: Irene Klaffke
- 02. März: Gerd Hiersemann[24]
- 06. März: Kurt Kloocke
- 13. März: Ursula Mattheuer-Neustädt
- 28. März: Walter H. Pehle
- 30. März: Maria Wellershoff
- 01. April: Ingrid Schultheiß
- 03. April: Jonathan Ball
- 05. April: Ulrike Gauss
- 11. April: Magda Strebl
- 17. April: Hermann Schnorbach
- 19. April: Hermann Leskien
- 25. April: Tilman Westphalen
- 30. April: Norbert Gescher
- 06. Mai: Kentarō Miura
- 06. Mai: Edith Tar
- 09. Mai: Eva Bal
- 09. Mai: Karl-Günther von Hase
- 11. Mai: Klaus Mehrländer
- 20. Mai: Jarg Pataki
- 21. Mai: Anna Vaughan
- 23. Mai: Makoto Nagao
- 24. Mai: Anna Halprin
- 26. Mai: Wolfgang Wächter
- 27. Mai: Helmut König
- 05. Juni: John Spalek
- 18. Juni: Inge Poppe-Wühr
- 20. Juni: Thomas Cleary
- 30. Juni: Rolf Winkelgrund
- 01. Juli: Anna Kubach-Wilmsen
- 03. Juli: Kenneth John
- 07. Juli: Angélique Ionatos
- 13. Juli: Hannelore Heise
- 14. Juli: Klaus Niebler
- 15. Juli: Pjotr Mamonow
- 17. Juli: Graham Vick
- 24. Juli: Omri Nitzan
- 26. Juli: Ragni Maria Gschwend
- 28. Juli: Bolat Atabajew
- 28. Juli: Horst Balz
- 31. Juli: Martin Perscheid
- 15. August: Hans Steinacker
- 20. August: Günter Engelhard
- 21. August: Manfred Flotho
- 23. August: Haitao Xiu
- 27. August: Siegfried Matthus
- 30. August: Notker Schneider
- 06. September: Katinka Hoffmann
- 09. September: Ferry Radax
- 10. September: Peter Tepper
- 11. September: Stephan Koranyi
- 16. September: Frank Pinkus
- 19. September: Sylvano Bussotti
- 26. September: Adil Bəbirov
- 30. September: Carlisle Floyd
- 30. September: Otto Stender
- 05. Oktober: Jürgen Goslar
- 06. Oktober: Jutta Bohnke-Kollwitz
- 09. Oktober: Robert Werner Wagner
- 10. Oktober: Horst W. Blome
- 10. Oktober: Matthyas Jenny
- 16. Oktober: Elisabeth Urbancic
- 20. Oktober: Michael Gruner
- 22. Oktober: Herbert Lederer
- 24. Oktober: Gottfried Solderer
- 06. November: Walter Niklaus
- 06. November: Engelbert Plassmann
- 08. November: Johannes Rogalla von Bieberstein
- 18. November: Günter Neubert
- 20. November: Dietrich Taube
- 22. November: Volker Lechtenbrink
- 23. November: Rolf Felix Müller
- 24. November: Jan de Breet
- 25. November: Peeter Olesk
- 26. November: Peter Weiermair
- 28. November: Telat Yurtsever
- 29. November: Manfred Schubert
- 06. Dezember: Pierre Radványi
- 13. Dezember: Sergei Solowjow
- 16. Dezember: Manfred Beetz
- 22. Dezember: Frank Benseler
- 30. Dezember: Hans Hübner
- ungenannt: Inge Rambow

## Gemeinfrei 2021
Die Werke der folgenden im Jahr 1950 verstorbenen Schriftsteller sind seit dem 1. Januar 2021 gemeinfrei:

### Deutschsprachige Autoren
- Hedwig Courths-Mahler
- Heinrich Mann

### Fremdsprachige Autoren
- George Orwell
- George Bernard Shaw

Siehe auch Gemeinfrei 2021 auf Wikisource

## Neuerscheinungen

### Romane, Erzählungen
- 2034: A Novel of the Next World War – Elliot Ackerman und James G. Stavridis
- Die Abenteuer des Apollo – Der Turm des Nero – Rick Riordan
- Adas Raum – Sharon Dodua Otoo
- Die Anomalie – Hervé Le Tellier
- Der Astronaut – Andy Weir
- Die Aufdrängung – Ariane Koch
- Crossroads – Jonathan Franzen
- The Dark Hours – Michael Connelly
- DAVE – Raphaela Edelbauer
- Erlösung. Die Salvation-Saga 3 – Peter F. Hamilton
- Erste Person Singular – Haruki Murakami
- Erwachsene Menschen – Marie Aubert
- Es gilt das gesprochene Wort – Sönke Wortmann
- Eurotrash – Christian Kracht
- Eine Formalie in Kiew – Dmitrij Kapitelman
- Der freie Mensch (NA) – Ayn Rand
- Die Geschichte eines einfachen Mannes – Timon Karl Kaleyta
- Die Gewalt der Hunde – Thomas Savage
- Der große Sommer – Ewald Arenz
- Hard Land – Benedict Wells
- Das Haus der tausend Räume – Diana Wynne Jones
- Interview mit einem Vampir (üa NA) – Anne Rice
- Klara und die Sonne – Kazuo Ishiguro
- Krummer Hund – Juliane Pickel
- Mädchen, Frau etc. – Bernardine Evaristo
- Das Mädchen vom Moorhof (NA) – Selma Lagerlöf
- Mein Lieblingstier heißt Winter – Ferdinand Schmalz
- Mount Copenhagen – Kaspar Colling Nielsen
- Die Nacht so groß wie wir – Sarah Jäger
- Night Team – Michael Connelly
- A Psalm for the Wild-Built – Becky Chambers
- Ready Player Two – Ernest Cline
- Der Rhythmus des Krieges / Der Turm der Lichter – Brandon Sanderson
- Salonfähig – Elias Hirschl
- Scarlett & Browne – Die Outlaws – Jonathan Stroud
- Sein oder Nichtsein – Klaus Pohl
- Shelter – Ursula Poznanski
- Shuggie Bain – Douglas Stuart
- Silverview – John le Carré (postum)
- Später – Stephen King
- Stay away from Gretchen – Susanne Abel
- U – Timur Vermes
- Über Menschen – Juli Zeh
- Ultraviolett – Flurin Jecker
- Universum – Phillip P. Peterson
- Die Unzertrennlichen – Simone de Beauvoir (postum)
- Das verlorene Paradies (NA) – Abdulrazak Gurnah
- Die Verteidigung – Fridolin Schley
- Der vierte Mond – Kathleen Weise
- Waggon vierter Klasse – Robert Domes
- Wie man eine Raumkapsel verlässt – Alison McGhee

### Sachliteratur
- Die demokratische Regression – Armin Schäfer und Michael Zürn
- Deutschland 2050 – Nick Reimer und Toralf Staud
- The Economics of Biodiversity – Studie von Partha Dasgupta
- Facing Apocalypse – Catherine Keller
- Jetzt. Wie wir unser Land erneuern[25] – Annalena Baerbock
- Noch haben wir die Wahl – Luisa Neubauer und Bernd Ulrich
- Perestroika verstehen – Neues Denken verteidigen – Artikel von Michail Gorbatschow
- Von Deutschland lernen – Goethe und Hegel – Fawzi Boubia
- Wie wir die Klimakatastrophe verhindern – Bill Gates

### Weitere Werke
- 88 fois l’infini – Drama von Isabelle Le Nouvel (UA im Sept. 2021 in Paris)
- Auf einem Sonnenstrahl – Graphic Novel von Tillie Walden
- Burning Boy – Biografie Stephen Cranes von Paul Auster
- Der Dorflehrer – Science-Fiction-Kurzgeschichte von Liu Cixin als Graphic Novel
- Les éclairs – Oper von Philippe Hersant (Musik) und Jean Echenoz (Libretto) nach dessen Roman Des éclairs
- Große Kunst von Frauen – Kunstbuch über 400 Künstlerinnen der bildenden Kunst aus fünf Jahrhunderten
- Hast du uns endlich gefunden – Aufzeichnungen von Edgar Selge
- The Hill We Climb – Gedicht von Amanda Gorman
- Im Spiegelsaal – Comic-Essays von Liv Strömquist
- Iphigenia – Oper von Wayne Shorter (Musik) und Esperanza Spalding (Libretto) nach der Tragödie Iphigenie in Aulis von Euripides
- Jeppe unterwegs – Kindercomic (erweiterte Neufassung) von Jutta Bauer
- Julius Caesar – Oper von Giorgio Battistelli (Musik) und Ian Burton (Libretto) nach dem gleichnamigen Drama von William Shakespeare
- Lydia – ein Monodrama von Damir Žižek (UA im August 2021 in Schaffhausen)
- Der Mächtige Strom – Autobiografie von Chi Pang-yuan
- Der Mann im roten Rock – Essay/Biografie von Julian Barnes
- Meer der Träume – Science-Fiction-Kurzgeschichte von Liu Cixin als Graphic Novel
- Murr – Comic von Josephine Mark
- Nos artistes martyrs – Biografien 84 jüdischer Künstler von Hersh Fenster (OA 1951 auf Jiddisch)
- Point d’orgue – Oper von Thierry Escaich (Musik) und Olivier Py (Libretto)
- Schuberts Reise nach Atzenbrugg – Oper von Johanna Doderer (Musik) und Peter Turrini (Libretto)
- Sonne und Beton von Felix Lobrecht (Text) und Oljanna Haus (Zeichnungen) als Graphic Novel
- Le soulier de satin – Oper von Marc-André Dalbavie (Musik) und Raphaèle Fleury (Libretto) nach dem gleichnamigen Drama von Paul Claudel
- The Time of Our Singing – Oper von Kris Defoort (Musik) und Peter van Kraaij (Libretto) nach dem gleichnamigen Roman von Richard Powers
- Vasja, dein Opa – Comic-Reportage von Anna Rakhmanko (Text) und Mikkel Sommer (Zeichnungen)
- Der Wind in den Weiden – Oper für Kinder von Elena Kats-Chernin (Musik) und Jens Luckwaldt (Libretto) nach dem gleichnamigen Kinderbuch von Kenneth Grahame

## Literaturpreise 2021

### Deutsche Literaturpreise
A
- Alfred Döblin-Medaille: Karosh Taha, insbesond. für den Roman Im Bauch der Königin, sowie, als außerordentliche Medaille, postum an Semra Ertan für ihren 2020 erschienenen Gedichtband Mein Name ist Ausländer / Benim Adım Yabancı
- Alfred-Döblin-Preis: Deniz Utlu
- Alfred-Döblin-Stipendien: Carmen-Francesca Banciu; Emma Braslavsky; Sonja vom Brocke; Henryk Gericke; Miku Sophie Kühmel; Rea Mair; Thorsten Nagelschmidt; Ralph Tharayil; Peter Wawerzinek
- Alfred-Kerr-Preis für Literaturkritik: Roman Bucheli
- Alfred-Müller-Felsenburg-Preis: Marina Weisband
- Alice Salomon Poetik Preis (nebst Alice Salomon Poetik Dozentur): Lioba Happel
- Arno-Reinfrank-Literaturpreis: Tijan Sila für Die Fahne der Wünsche
- aspekte-Literaturpreis: Die Aufdrängung von Ariane Koch
- August-Graf-von-Platen-Preis (Sonderpreis): Ludwig Fels (postum)

B
- Bayerischer Buchpreis:
  - Belletristik: Ein von Schatten begrenzter Raum von Emine Sevgi Özdamar
  - Sachbuch: Die Welt neu beginnen von Helge Hesse
  - Bayern 2-Publikumspreis: Über Menschen von Juli Zeh
  - Ehrenpreis des Bayerischen Ministerpräsidenten: Frank Schätzing
- Bayerischer Kunstförderpreis für Literatur:
  - Martin Dolejš für den Jugendroman Im Land der weißen Schokolade
  - Markus Ostermair für den Roman Der Sandler
  - Tobias Roth für die Übersetzungsarbeit an Welt der Renaissance
  - Alke Stachler für die beiden Lyrikbände Dünner Ort und Geliebtes Biest
- Bayern 2-Wortspiele-Preis: Julia Rothenburg für Mond über Beton
- Berliner Literaturpreis: Monika Rinck
- Bonner Stadtschreiber: David Wagner
- Bremer Literaturpreis:
  - Hauptpreis: Marion Poschmann für den Gedichtband Nimbus
  - Förderpreis: Jana Volkmann für den Roman Auwald
- Buchpreis Familienroman der Stiftung Ravensburger Verlag: Dmitrij Kapitelman für Eine Formalie in Kiew

C
- Carl-Zuckmayer-Medaille des Landes Rheinland-Pfalz: Nora Gomringer
- Christoph-Martin-Wieland-Übersetzerpreis: Monika Niehaus und Bernd Schuh für die Übersetzung der 99 Variationen eines Beweises. Spielarten der Mathematik von Philip Ording
- Clemens-Brentano-Preis: Simon Sailer für die Erzählung Die Schrift
- Comicbuchpreis: Mia Oberländer mit Anna
- Crime Cologne Award: Joachim B. Schmidt für Kalmann

D
- Das politische Buch: Flucht. Eine Menschheitsgeschichte von Andreas Kossert
- Debütpreis des Buddenbrookhauses: Der Himmel vor hundert Jahren von Yulia Marfutova
- DELIA Literaturpreis: Ein Gefühl von Hoffnung von Eva Völler
- Deutscher Buchpreis: Blaue Frau von Antje Rávik Strubel
- Deutscher Hörspielpreis der ARD: Adolf Eichmann: Ein Hörprozess von Noam Brusilovsky und Ofer Waldman
- Deutscher Jugendliteraturpreis (Auswahl):[26]
  - Kinderbuch: Irgendwo ist immer Süden von Marianne Kaurin (übersetzt von Franziska Hüther)
  - Sachbuch: 100 Kinder von Christoph Drösser (illustriert von Nora Coenenberg)
  - Preis der Jugendjury: After the Fire von Will Hill (übersetzt von Wolfram Ströle)
  - Sonderpreis Gesamtwerk Übersetzung: Gudrun Penndorf
- Deutscher Kinderhörspielpreis: Herr der Lügen von Thilo Reffert
- Deutscher Krimipreis:
  - National: Die Experten von Merle Kröger
  - International: Tokio, neue Stadt von David Peace
- Deutscher Preis für Nature Writing: Mara-Daria Cojocaru; Bernd Marcel Gonner
- Deutscher Sachbuchpreis: Hegels Welt von Jürgen Kaube
- Deutscher Science-Fiction-Preis:
  - Bester deutschsprachiger Roman: Die Sprache der Blumen von Sven Haupt
  - Beste deutschsprachige Kurzgeschichte: Wagners Stimme von Carsten Schmitt
- Deutscher Verlagspreis: → Die Preisträger
  - Die Spitzenpreisträger 2021: Hartmann Books, Klett Kinderbuch Verlag und Korbinian Verlag
- Deutscher Wirtschaftsbuchpreis: Die resiliente Gesellschaft. Wie wir künftige Krisen besser meistern können von Markus K. Brunnermeier
- Dieter-Wellershoff-Stipendien: Gundula Schiffer für den entstehenden Lyrikband Hioba Hymore und Angela Steidele für ihr Romanprojekt „Aufklärung“
- Droste-Preis: Katharina Hacker; Förderpreis: Laura Freudenthaler
- Düsseldorfer Literaturpreis: Norbert Gstrein für Der zweite Jakob

E
- Ehrengabe der Deutschen Schillerstiftung: Dagmara Kraus
- Eichendorff-Literaturpreis: Iris Wolff für ihr bisheriges Werk
- Elisabeth-Langgässer-Literaturpreis: Daniel Kehlmann für sein Gesamtwerk
- Erich-Loest-Preis: Ulrike Almut Sandig für ihr lyrisches Werk sowie ihren Roman Monster wie wir
- Ernst Hoferichter-Preis (Auswahl): Jaromir Konecny; Barbara Yelin
- Ernst-Johann-Literaturpreis: Elke Heidenreich
- Ernst-Meister-Preis für Lyrik: Anja Utler
- Ernst-Toller-Preis: Gertraud Klemm
- Eugen-Helmlé-Übersetzerpreis: Andreas Jandl, mit besonderem Hinweis auf seine Übertragungen von Werken Nicolas Dickners sowie David Diops Nachts ist unser Blut schwarz
- Evangelischer Buchpreis: Die Unschärfe der Welt von Iris Wolff

F
- Fontane-Literaturpreis: Judith Zander für Johnny Ohneland
- Friedrich-Glauser-Preis (Auswahl):
  - Bester Roman: Meier von Tommie Goerz
  - Bester Kurzkrimi: Der ruhende Pol von Raoul Biltgen
  - Bester Kinderkrimi: Geister sind unser Geschäft von Jana Scheerer
  - Glauser Ehrenpreis: Angela Eßer
- Friedrich-Hölderlin-Preis der Stadt Bad Homburg: Marcel Beyer; Förderpreis: Joshua Groß für den Roman Flexen in Miami

G
- Georg-Büchner-Preis: Clemens J. Setz
- GINCO Award – Bester Lang-Comic: Über Spanien lacht die Sonne von Kathrin Klingner
- Goldene Leslie: WorldRunner. Die Jäger von Thomas Thiemeyer
- Grimmelshausen-Preis:
  - Hauptpreis: Christoph Nußbaumeder für Die Unverhofften
  - Förderpreis: Sheree Domingo für Ferngespräch
- Großer Preis der Deutschen Akademie für Kinder- und Jugendliteratur e. V. Volkach: Franz Hohler, in Würdigung seines umfassenden und vielseitigen kinderliterarischen Schaffens
- Großer Preis des Deutschen Literaturfonds: Ulrike Draesner
- Günter-Grass-Preis: Ulrike Edschmid für das Lebenswerk
- Gustav-Heinemann-Friedenspreis für Kinder- und Jugendbücher: Reden ist Verrat (Jugendroman über Freddie Oversteegen) von Wilma Geldof (Text) und Verena Kiefer (Übersetzung)

H
- Hamburger Literaturpreise (Auswahl):
  - Kategorie „Roman“: Kristine Bilkau für Nebenan
  - Kategorie „Lyrik, Drama, Experimentelles“: Jenny Schäfer für Ein halbes Jahr Arbeit
  - Kategorie „Literarische Übersetzungen“: Brigitte Große – Markus Lemke – Maralde Meyer-Minnemann
  - Buch des Jahres: Kleine Paläste von Andreas Moster
- Harzer Hammer: Frauke Buchholz für Frostmond
- Heinrich-Böll-Preis: José F. A. Oliver
- Heinrich-Mann-Preis für Essayistik: Kathrin Passig
- Heinrich Maria Ledig-Rowohlt-Preis: Ingo Herzke für seine „einfallsreichen, spielerischen Übersetzungen aus dem Englischen“
- Hermann-Sinsheimer-Preis: Konstantin Wecker
- Hermann-Sudermann-Preis für Dramatik: Amanda Lasker-Berlin für Ich, Wunderwerk und How Much I Love Disturbing Content
- Hörspiel des Jahres: Nagelneu von Hendrik Quast und Maika Knoblich (Regie: die Autoren; Komposition: Katharina Stephan)
- Hörspielpreis der Kriegsblinden: Atlas von Thomas Köck; Regie: Heike Tauch
- Hotlist-Preis: CulturBooks für New York Ghost von Ling Ma

I
- Italo-Svevo-Preis: Jochen Schimmang für sein Lebenswerk

J
- Jane Scatcherd-Preis: Andreas Tretner, u. a. für seine „einfühlsamen und treffsicheren Übersetzungen …“ aus dem Russischen sowie dem Tschechischen und Bulgarischen
- Jean-Paul-Preis: Barbara Honigmann für ihr Lebenswerk
- Johann-Heinrich-Merck-Preis für literarische Kritik und Essay: Franz Schuh
- Johann-Heinrich-Voß-Preis für Übersetzung: Barbara Kleiner
- Jörg-Henle-Preis für Literaturkritik: Katharina Teutsch
- Joseph-Breitbach-Preis: Karl-Heinz Ott

K
- Kasseler Literaturpreis für grotesken Humor: Felicitas Hoppe (Hauptpreis); Lukas Linder (Förderpreis)
- Katholischer Kinder- und Jugendbuchpreis: keine Vergabe an das von der Jury vorgesehene Jugendbuch Papierklavier von Elisabeth Steinkellner[27]
- Kinderbuchpreis des Landes Nordrhein-Westfalen: Toni will ans Meer von Philip Waechter
- Klaus-Michael Kühne-Preis: Olivia Kuderewski für Lux
- Kleist-Förderpreis: Ivana Sokola mit kill baby[28]
- Klopstock-Preis:
  - Hauptpreis: Annett Gröschner für ihr Gesamtwerk
  - Förderpreis: Henning Moneta, u. a. für seinen Debütroman Schlussapplaus
- Korbinian – Paul-Maar-Preis: Martin Dolejš für Im Land der weißen Schokolade
- Kranichsteiner Jugendliteratur-Stipendien: Sarah Jäger für Nach vorn, nach Süden und Verena Keßler für Die Gespenster von Demmin
- Kranichsteiner Literaturförderpreis: Annina Haab, mit Hinweis auf ihren Roman Bei den großen Vögeln
- Krimibestenliste – Bester Kriminalroman des Jahres: Die Experten von Merle Kröger
- Kurd-Laßwitz-Preis (Auswahl):
  - Bester Roman: Eines Menschen Flügel von Andreas Eschbach
  - Beste Kurzgeschichte: Marslandschaften von Angela Steinmüller und Karlheinz Steinmüller
  - Bestes Hörspiel: Der zweite Schlaf (Textbearbeitung: Heinz Sommer; Regie: Leonhard Koppelmann)
  - Bestes ausländisches Werk: Tales from the Loop von Simon Stålenhag
  - Beste Übersetzung ins Deutsche: Die große Stille von N. K. Jemisin (3 Bände), übersetzt von Susanne Gerold
- Kurt-Tucholsky-Preis für literarische Publizistik: Mely Kiyak für ihr Werk Frausein und ihre Tätigkeit als Kolumnistin und Essayistin

L
- Leonce-und-Lena-Preis: Katrin Pitz für den Zyklus Naturwissenschaften
- Lessing-Preis der Freien und Hansestadt Hamburg:
  - Hauptpreis: Uwe Timm
  - Stipendium: Birgit Weyhe
- Lessing-Preis des Freistaates Sachsen: Wilfried Schulz
  - Förderpreise: Annamateur, Jackie Thomae und Jasna Zajček
- Lieblingsbuch der Unabhängigen: Der große Sommer von Ewald Arenz
- lit.Cologne-Debütpreis: Trennungsroman von Anna Brüggemann
- Literaturpreis der A und A Kulturstiftung: Joshua Groß für sein vielseitiges literarisches Frühwerk
- Literaturpreis der Jürgen Ponto-Stiftung: Stefan Hornbach für Den Hund überleben
- Literaturpreis der Landeshauptstadt Hannover: Anna Prizkau für Fast ein neues Leben
- Literaturpreis Ruhr:
  - Hauptpreis: Identitti von Mithu M. Sanyal
  - Förderpreis: Esra Canpalat für ihre Erzählung Walrosshaut
- Literaturpreis der Stadt Fulda: Die Geschichte eines einfachen Mannes von Timon Karl Kaleyta
- Literaturpreis „Text & Sprache“ des Kulturkreises der deutschen Wirtschaft: Dorothee Elmiger, mit Bezug auf ihr Werk Aus der Zuckerfabrik
- LovelyBooks Leserpreise (Auswahl):[29]
  - Literatur: Das Damengambit von Walter Tevis
  - Unterhaltung: Die Mitternachtsbibliothek von Matt Haig
  - Krimi & Thriller: Abgetrennt von Michael Tsokos
  - Fantasy & Science Fiction: Blood and Ash – Liebe kennt keine Grenzen von Jennifer Armentrout
  - Jugendbuch – Belletristik: Matching Night: Küsst du den Feind? von Stefanie Hasse
  - Jugendbuch – Fantasy: Vergissmeinnicht – Was man bei Licht nicht sehen kann von Kerstin Gier
  - Sachbuch & Ratgeber: Die kleinste gemeinsame Wirklichkeit von Mai Thi Nguyen-Kim
- Luchs des Jahres: Krummer Hund von Juliane Pickel
- Lyrikpreis München: Ruth Johanna Benrath und Yevgeniy Breyger

M
- Mainzer Stadtschreiber (verlängert): Eugen Ruge
- Mara-Cassens-Preis: Junge mit schwarzem Hahn von Stefanie vor Schulte
- Marie Luise Kaschnitz-Preis: Iris Wolff für ihr bisheriges Roman-Gesamtwerk, insbes. für Die Unschärfe der Welt
- Marieluise-Fleißer-Preis: Ines Geipel
- MIMI: 42 Grad von Wolf Harlander
- Mörike-Preis der Stadt Fellbach: Leif Randt (Hauptpreis); Olivia Wenzel (Förderpreis)
- Mülheimer Dramatikpreis: Ewelina Benbenek für Tragödienbastard
- Mülheimer KinderStückePreis: Nino Haratischwili für Löwenherzen (auch Preis der Jugend-Jury)

N
- NDR Sachbuchpreis: Wir konnten auch anders. Eine kurze Geschichte der Nachhaltigkeit von Annette Kehnel
- Nordstemmer Zuckerrübe: Freddy und der Wurm von Christina Erbertz

O
- Oldenburger Kinder- und Jugendbuchpreis: Fair Play von Kerstin Gulden

P
- Paul-Celan-Preis: Andrea Spingler
- Paul Scheerbart-Preis: Manfred Pfister für seine „kongeniale Übertragung der Gedichte“ von John Clare (A Language That Is Ever Green)
- Peter-Härtling-Preis: Krummer Hund von Juliane Pickel
- Peter-Huchel-Preis: Dämonenräumdienst von Marcel Beyer
- Phantastik-Preis der Stadt Wetzlar: Was ich im Wasser sah von Katharina Köller
- Preis der Leipziger Buchmesse:
  - Belletristik: Echos Kammern von Iris Hanika
  - Sachbuch/Essayistik: Menschwerdung eines Affen. Eine Autobiografie der ethnografischen Forschung von Heike Behrend
  - Übersetzung: Apropos Casanova. Das Brevier des Heiligen Orpheus von Miklós Szentkuthy in der Übertragung aus dem Ungarischen durch Timea Tankó
- Preis der LiteraTour Nord: Iris Wolff für ihr bisheriges Werk wie auch für den Roman Die Unschärfe der Welt
- Preis der Literaturhäuser: Ingo Schulze

R
- Rheingau Literatur Preis: Judith Hermann für Daheim
- Ricarda-Huch-Preis: Petra Reski
- Robert-Gernhardt-Preis:
  - Fredy Gareis für sein Romanprojekt Kindermund
  - Tanja Paar für ihr Romanprojekt Der Ziegenzirkus
- Rolf-Dieter-Brinkmann-Stipendium: Lisa Roy für ihr Romanprojekt Brennpunkt (späterer Buchtitel: Keine gute Geschichte)
- Roswitha-Preis: Emine Sevgi Özdamar

S
- Schillerpreis der Stadt Marbach am Neckar: Saša Stanišić
- Schubart-Literaturpreis:
  - Hauptpreis: Monika Helfer für Die Bagage
  - Förderpreis: Verena Güntner für Power
- Seraph:
  - Bester phantastischer Roman: Cryptos von Ursula Poznanski
  - Bestes Debüt: Töchter der Freiheit von Theresa Jeßberger
  - Bester Independent-Titel: Das Buch, das dich findet von Siegfried Langer
- Silberne Feder: Sommer ist trotzdem von Espen Dekko (Text) und Karoline Hippe (Übersetzung)
- Stadtschreiberin von Bergen 2021/2022: Dorothee Elmiger
- Stadtschreiberinnen zu Rheinsberg (jeweils für fünf Monate): Manja Präkels; AnniKa von Trier

T
- Thomas-Mann-Preis: Norbert Gstrein
- Thomas-Valentin-Literaturpreis: Christoph Peters
- Thüringer Literaturpreis: Steffen Mensching
- Thüringer Literaturstipendium Harald Gerlach: Emma Braslavsky für ihr Buchprojekt Erdling
- Tukan-Preis: Die Verteidigung von Fridolin Schley

U
- Übersetzerpreis der Landeshauptstadt München: Agnes Relle
- Ulla-Hahn-Autorenpreis: Nur vom Weltraum aus ist die Erde blau von Björn Stephan
- Ulmer Unke, Altersgruppe 13+: WorldRunner. Die Jäger von Thomas Thiemeyer
- Uwe-Johnson-Förderpreis: Benjamin Quaderer für Für immer die Alpen

W
- Walter Kempowski Preis für biografische Literatur: Kurt Drawert, mit besonderem Hinweis auf den Roman Dresden. Die zweite Zeit
- Walter-Serner-Preis: Sebastian Ingenhoff für Der in Rihannas Instastory geteilt wurde
- Werner-Bergengruen-Preis: Michael Maar
- Wildweibchenpreis: Werner Holzwarth
- Wilhelm-Busch-Preis: Mawil
- Wilhelm Raabe-Literaturpreis: Besichtigung eines Unglücks von Gert Loschütz
- WISSEN!-Sachbuchpreis der wbg für Geisteswissenschaften: Geschichte der Völkerwanderung. Europa, Asien und Afrika vom 3. bis zum 8. Jahrhundert n. Chr. von Mischa Meier
- Wolfgang-Weyrauch-Förderpreise:
  - Anna Hetzer für ihre „ironisch-spielerischen Frauenporträts“
  - Lara Rüter „für Gedichte einer originären, unverwechselbaren Subjektivität“
- Wortmeldungen – Literaturpreis für kritische Kurztexte: Laubwerk (Essay) von Marion Poschmann

### Internationale Literaturpreise
A
- AK-Literaturpreis:
  - Jurypreis: Alle Fische fliegen hoch von Mercedes Spannagel
  - Publikumspreis: Das Schweigen der Hydraulikpressen von Elias Hirschl
- Akutagawa-Preis # 165:
  - Mai Ishizawa mit Kai ni tsuzuku basho nite und
  - Li Kotomi mit Higanbana ga saku shima
- Alexander-Sacher-Masoch-Preis (Auswahl): Poesiegalerie Wien
- American Book Awards (Auswahl):[30]
  - Ayad Akhtar mit Homeland Elegies
  - Ben Ehrenreich mit Desert Notebooks: A Road Map for the End of Time
  - Carolyn Forché mit In the Lateness of the World: Poems
  - John Giorno mit Great Demon Kings: A Memoir of Poetry, Sex, Art, Death, and Enlightenment (postum)
  - Cathy Park Hong mit Minor Feelings: An Asian American Reckoning
  - Gerald Horne mit The Dawning of the Apocalypse: The Roots of Slavery, White Supremacy, Settler Colonialism, and Capitalism in the Long Sixteenth Century
  - Robert P. Jones mit White Too Long: The Legacy of White Supremacy in American Christianity
  - William Melvin Kelley (Text; erstmals 1970 erschienen) und Aiki Kelley (Illustration) mit Dunfords Travels Everywheres (postum)
  - Anti-Censorship Award: Jacob Soboroff mit Separated: Inside an American Tragedy
- Andrew Carnegie Medals for Excellence in Fiction and Nonfiction:
  - Fiction: Deacon King Kong von James McBride
  - Nonfiction: Fathoms: The World in the Whale von Rebecca Giggs
- Anisfield-Wolf Book Award:
  - Fiction: Deacon King Kong von James McBride
  - Nonfiction: Tacky’s Revolt von Vincent Brown und Memorial Drive von Natasha Trethewey
  - Poetry: Obit von Victoria Chang
  - Lebenswerk: Samuel R. Delany
- Anna Seghers-Preis: Magela Baudoin und Francis Nenik
- Anton-Wildgans-Preis: Andrea Grill
- Astrid-Lindgren-Gedächtnis-Preis: Jean-Claude Mourlevat

B
- Baillie Gifford Prize for Non-Fiction: Empire of Pain: The Secret History of the Sackler Dynasty von Patrick Radden Keefe
- Basler Lyrikpreis: Hans Thill
- Bokhandlerprisen: Min skyld. En historie om frigjøring von Abid Raja
- Booker Prize: The Promise von Damon Galgut
- Brageprisen (Auswahl):
  - Belletristik: Jon Fosse für Eit nytt namn
  - Ehrenpreis: Liv Køltzow
- Branford Boase Award: Struan Murray mit Orphans of the Tide
- British Fantasy Awards (Auswahl):
  - Best Novella: Ring Shout von P. Djèlí Clark
  - Best Horror Novel: Mexican Gothic von Silvia Moreno-Garcia
- Bruno-Kreisky-Preis für das politische Buch (Auswahl):
  - Hauptpreis: Eva Menasse für Dunkelblum
  - Anerkennungspreise: Osama Abu El Hosna für Wie wir nicht sind. Mein Plädoyer gegen Vorurteile und Natascha Strobl für Radikalisierter Konservatismus. Eine Analyse
  - Preis für das publizistische Gesamtwerk: Franz Schuh
  - Preis für besondere verlegerische Leistungen: Paul Zsolnay Verlag
- Buchpreis der Salzburger Wirtschaft: Birgit Birnbacher

C
- Carnegie Medal: Look Both Ways von Jason Reynolds
- Cervantespreis: Cristina Peri Rossi
- Cholmondeley Award (Auswahl): Kei Miller
- Christine Lavant Preis: Maja Haderlap
- Christine-Nöstlinger-Preis für Kinder- und Jugendliteratur: Michael Roher
- Costa Book Awards (letztmals vergeben):
  - Roman: Unsettled Ground von Claire Fuller
  - Erster Roman: Open Water von Caleb Azumah Nelson
  - Kinderbuch: The Crossing von Manjeet Mann
  - Lyrik: The Kids von Hannah Lowe – auch Costa Book of the Year
  - Biografie: Fall: The Mystery of Robert Maxwell von John Preston
- Cundill History Prize: Blood on the River: A Chronicle of Mutiny and Freedom on the Wild Coast von Marjoleine Kars[31]

D
- Damon Knight Memorial Grand Master Award: Nalo Hopkinson
- David Cohen Prize: Colm Tóibín
- Deutsch-Französischer Jugendliteraturpreis:
  - Deutschland: Verraten von Grit Poppe
  - Frankreich: Deux fleurs en hiver von Delphine Pessin
- Drahomán-Preis: Claudia Dathe
- Dylan Thomas Prize: Luster von Raven Leilani

E
- Edgar Allan Poe Awards (Auswahl):
  - Best Novel: Djinn Patrol on the Purple Line von Deepa Anappara
  - Best Short Story: Dust, Ash, Flight (in Addis Ababa Noir) von Maaza Mengiste
  - Grand Master Award: Jeffery Deaver und Charlaine Harris
- Einhard-Preis: Jacques Tardi für Ich, René Tardi, Kriegsgefangener im Stalag II B (drei Bände)
- Encore Award: The Wild Laughter von Caoilinn Hughes
- Erich-Fried-Preis: Frank Witzel
- Erlanger Literaturpreis für Poesie als Übersetzung: Orsolya Kalász und Monika Rinck für ihre Übersetzungen ungarischer Gegenwartsliteratur
- Euregio-Schüler-Literaturpreis: Philippe Besson für Arrête avec tes mensonges / Hör auf zu lügen
- Europäischer Märchenpreis: Helge Gerndt

F
- Fabjan-Hafner-Preis: Amalija Maček für ihre Übersetzung von Peter Handkes Mein Jahr in der Niemandsbucht ins Slowenische
- Ferdinand-Bordewijk-Preis: Marieke Lucas Rijneveld für Mijn lieve gunsteling
- FIL-Preis: Diamela Eltit
- Finnland-Preis der Schwedischen Akademie: Merete Mazzarella
- Franz-Hessel-Preis: Dorothee Elmiger für Aus der Zuckerfabrik und Camille de Toledo für Thésée, sa vie nouvelle
- Franz-Nabl-Preis: Kathrin Röggla
- Franz-Tumler-Literaturpreis:
  - Hauptpreis: Anna Felnhofer für Schnittbild
  - Publikumspreis: Hengameh Yaghoobifarah für Ministerium der Träume
- Frau Ava Literaturpreis: Augen machen von Gertrude Maria Grossegger
- Friedebert-Tuglas-Novellenpreis: Kolhoosi miss von Lilli Luuk und Taevas Tartu kohal von Tauno Vahter
- Frost Medal: N. Scott Momaday

G
- Gert-Jonke-Preis (Sparte „Lyrik“): Ann Cotten
- Geschwister-Scholl-Preis: Wir gehören dem Land von Joe Sacco
- Goldsmiths Prize: Sterling Karat Gold von Isabel Waidner
- Gran Premio de Honor de la Sociedad Argentina de Escritores: Noé Jitrik
- Grand Prix de Poésie: Claude Royet-Journoud
- Grand Prix du Roman: Mon maître et mon vainqueur von François-Henri Désérable
- Griffin Poetry Prize:
  - Kanada: The Dyzgraphxst von Canisia Lubrin
  - International: Music for the Dead and Resurrected von Valzhyna Mort
- Großer Preis des Samfundet De Nio: Eva Runefelt

H
- Heimrad-Bäcker-Preis: Lisa Spalt; Förderpreis: Saskia Warzecha
- Helen-und-Kurt-Wolff-Übersetzerpreis: Jackie Smith für An Inventory of Losses von Judith Schalansky
- Hemingway Foundation PEN Award: Sharks in the Time of Saviors von Kawai Strong Washburn
- Herman-de-Coninck-Preis – Bester Gedichtband: Wie was ik von Alfred Schaffer
- Hermann-Kesten-Preis: Irena Brežná

I
- Ingeborg-Bachmann-Preis:  Nava Ebrahimi mit ihrer Erzählung Der Cousin
  - Deutschlandfunk-Preis: Dana Vowinckel mit Gewässer im Ziplock
  - Kelag-Preis: Necati Öziri mit Morgen wache ich auf und dann beginnt das Leben
  - 3sat-Preis: Timon Karl Kaleyta mit Mein Freund am See
  - BKS-Bank-Publikumspreis und das daran gekoppelte Stadtschreiber-Stipendium der Stadt Klagenfurt: Necati Öziri
- International Booker Prize: At Night All Blood is Black von David Diop (Text) und Anna Moschovakis (Übersetzung)
- International DUBLIN Literary Award: Lost Children Archive von Valeria Luiselli
- International Prize for Arabic Fiction: Notebooks of the Bookseller von Jalal Barjas[32]
- Internationaler Literaturpreis – Haus der Kulturen der Welt: Die jüngste Tochter von Fatima Daas in der Übersetzung von Sina de Malafosse
- Irish Book Awards (Auswahl):
  - Novel of the Year: Beautiful World, Where Are You von Sally Rooney
  - Non-Fiction Book of the Year: We Don’t Know Ourselves: A Personal History of Ireland Since 1958 von Fintan O’Toole – auch „Irish Book of the Year“
  - Teen and Young Adult Book of the Year: The New Girl von Sinéad Moriarty
  - Library Association of Ireland Author of the Year: Marian Keyes
  - Bob Hughes Lifetime Achievement Award: Sebastian Barry
- Isländischer Literaturpreis, Kategorie „Belletristik“: Sextíu kíló af kjaftshöggum (dt. Sechzig Kilo Ohrfeigen) von Hallgrímur Helgason
- Izumi-Kyōka-Literaturpreis: Ane no shima von Kiyoko Murata

J
- James Krüss Preis für internationale Kinder- und Jugendliteratur: Tamara Bach
- James Tait Black Memorial Prize:[33]
  - Biography: A Ghost in the Throat von Doireann Ní Ghríofa
  - Fiction: Lote von Shola von Reinhold
- Jeanette Schocken Preis – Bremerhavener Bürgerpreis für Literatur: Eliot Weinberger
- Jenko-Preis: To telo, pokončno von Nina Dragičević
- Jerusalem-Preis: Julian Barnes

K
- Kazimierz-Wyka-Preis: Maria Poprzęcka
- Kikuchi-Kan-Preis (Auswahl): Yōko Ogawa

L
- Lambda Literary Awards (Auswahl):
  - Kategorie “Gay Memoir/Biography”: A Dutiful Boy: A Memoir of a Gay Muslim’s Journey to Acceptance von Mohsin Zaidi
  - Kategorie “Transgender Fiction”: The Thirty Names of Night von Zeyn Joukhadar
- Leipziger Buchpreis zur Europäischen Verständigung: Johny Pitts für Afropäisch. Eine Reise durch das schwarze Europa
- Leo-Perutz-Preis: Alle kleinen Tiere von Anne Goldmann
- LiBeraturpreis: Pilar Quintana für Hündin
- Libris-Literaturpreis: Cliënt E. Busken von Jeroen Brouwers
- Literaturpreis der Stadt Málaga: El invierno de los jilgueros von Mohamed El Morabet
- Literaturpreis des Nordischen Rates: Naasuliardarpi von Niviaq Korneliussen
- Los Angeles Times Book Prizes (Auswahl):
  - Biography: Burning Boy: The Life and Work of Stephen Crane von Paul Auster
  - Christopher Isherwood Prize for Autobiographical Prose: Real Estate: A Living Autobiography von Deborah Levy
  - Current Interest: Midnight in Washington: How We Almost Lost Our Democracy and Still Could von Adam Schiff
  - Fiction: In the Company of Men von Véronique Tadjo
  - Mystery/Thriller: The Turnout von Megan Abbott
- Lyrikpreis Meran:
  - 1. Preis: Dagmara Kraus
  - Alfred-Gruber-Preis: Mara-Daria Cojocaru
  - 3. Preis: Marcus Neuert

M
- Manès-Sperber-Preis: Marica Bodrožić für ihr Gesamtwerk
- Manuskripte-Preis: Laura Freudenthaler
- Matt-Cohen-Preis: Frances Itani
- Miles Franklin Award: The Labyrinth von Amanda Lohrey
- Mitteleuropäischer Literaturpreis Angelus: Nikt tak nie tańczył, jak mój dziadek (dt.: „Mein Opa tanzte besser als alle anderen“) von Kateryna Babkina
- Mondseer Lyrikpreis: Mara-Daria Cojocaru

N
- National Book Awards:
  - National Book Award for Fiction: Jason Mott mit Hell of a Book
  - National Book Award for Nonfiction: Tiya Miles mit All That She Carried: The Journey of Ashley’s Sack, a Black Family Keepsake
  - National Book Award for Poetry: Martín Espada mit Floaters
  - National Book Award for Young People’s Literature: Malinda Lo mit Last Night at the Telegraph Club
  - National Book Award for Translated Literature: Elisa Shua Dusapin (Text) und Aneesa Abbas Higgins (Übersetzung) mit Winter in Sokcho
- National Book Critics Circle Awards (Auswahl):
  - Ivan Sandrof Lifetime Achievement Award: Percival Everett
- National Book Foundation’s Medal for Distinguished Contribution to American Letters: Karen Tei Yamashita
- Nelly-Sachs-Preis: Katerina Poladjan
- Newman Prize for Chinese Literature: Yan Lianke
- Nike: Kajś von Zbigniew Rokita (auch Publikumspreisträger)
- Nils-Holgersson-Plakette: Jakob Wegelius
- Nobelpreis für Literatur: Abdulrazak Gurnah
- Noma-Literaturpreis: Ian Hideo Levy für Tenro
- Norrlands Literaturpreis: Herrarna satte oss hit von Elin Anna Labba

O
- ORF Hörspielpreise (Auswahl):
  - Hörspiel des Jahres (Publikumspreis): Die Hochzeit von Marc Carnal (auch Regie)
  - Hörspielpreis der Kritik: Manifest 58 / Irgendwoher von FALKNER (auch Regie; Komposition: Michael Lentz)
- Orwell Prizes:
  - Political Fiction: Summer von Ali Smith
  - Political Writing: Between Two Fires: Truth, Ambition and Compromise in Putin’s Russia von Joshua Yaffa
- Österreichischer Buchpreis:
  - Hauptpreis: DAVE von Raphaela Edelbauer
  - Debütpreis: Revolver Christi von Anna Albinus
- Österreichischer Kinder- und Jugendbuchpreis:
  - Heinz Janisch, Michael Roher: Jaguar Zebra Nerz
  - Franz Orghandl, Theresa Strozyk: Der Katze ist es ganz egal
  - Elisabeth Steinkellner, Anna Gusella: Papierklavier
  - Linda Wolfsgruber: Die kleine Waldfibel
- Österreichischer Krimipreis: Andreas Gruber
- Österreichischer Kunstpreis für Literatur: Barbara Hundegger
- Österreichischer Staatspreis für Europäische Literatur: László Krasznahorkai
- Österreichischer Staatspreis für Literaturkritik: Stefan Gmünder
- Österreichischer Staatspreis für literarische Übersetzung (… ins Deutsche): Bernhard Strobel
- Outstanding Artist Award für Literatur: Lisa Spalt

P
- P.C.-Hooft-Preis: Alfred Schaffer
- PEN/Faulkner Award: The Secret Lives of Church Ladies von Deesha Philyaw
- PEN Pinter Prize: Tsitsi Dangarembga
  - International Writer of Courage Award: Kakwenza Rukirabashaija
- Phoenix Award: Finding Grace von Alyssa Brugman
  - Honor Book (Auswahl): Whale Talk von Chris Crutcher
- Preis der Stadt Münster für Internationale Poesie: Norwids Geliebte von Eugeniusz Tkaczyszyn-Dycki (Lyriker) sowie Uljana Wolf und Michael Zgodzay (Übersetzer)
- Preis der Stadt Wien für Literatur: Margret Kreidl
- Premio Alfaguara de Novela: Pilar Quintana für Los abismos
- Premio Bancarella: Per il mio bene von Ema Stokholma
- Prémio Camões: Paulina Chiziane
- Premio Campiello (Auswahl):
  - Hauptpreis: L’acqua del lago non è mai dolce von Giulia Caminito
  - Lebenswerk: Daniele Del Giudice
- Premio Gregor von Rezzori – Bestes ausländisches Werk: Il Re Ombra (The Shadow King) von Maaza Mengiste
- Premio Iberoamericano de Narrativa Manuel Rojas: Mempo Giardinelli
- Prêmio Machado de Assis: Ruy Castro für das Lebenswerk
- Premio Malaparte: Yasmina Reza
- Premio Nadal: Najat El Hachmi für El lunes nos querrán
- Premio Planeta: La Bestia von „Carmen Mola“ (Autorentrio)
- Premio Sor Juana Inés de la Cruz: Mugre rosa von Fernanda Trías
- Premio Strega: Due vite von Emanuele Trevi
- Premio Viareggio (Auswahl):
  - Fiktion: Edith Bruck mit Il pane perduto
  - Essay/Sachliteratur: Walter Siti mit Contro l’impegno
  - Besondere Würdigung: Igiaba Scego
- Premio Vittorini: Antonella Lattanzi für Questo giorno che incombe
- Prešeren-Preis: Feri Lainšček für sein Lebenswerk
- Pretnar-Preis: Aleš Šteger
- Prijs der Nederlandse Letteren: Astrid Roemer
- Prix Décembre: Le Poulailler métaphysique von Xavier Galmiche
- Prix des écrivains vaudois: Bertil Galland
- Prix européen de l’essai Charles Veillon: Johny Pitts für Afropeans. Notes from Black Europe
- Prix Femina: S’adapter von Clara Dupont-Monod
- Prix Femina étranger: Madame Hayat von Ahmet Altan
- Prix Goncourt de la Poésie Robert Sabatier: Jacques Roubaud
- Prix Goncourt (Roman): La plus secrète mémoire des hommes von Mohamed Mbougar Sarr
- Prix Goncourt des lycéens: S’adapter von Clara Dupont-Monod
- Prix lémanique de la traduction:
  - Für Übersetzungen aus dem Deutschen ins Französische: Nicole Taubes
  - Für Übersetzungen aus dem Französischen ins Deutsche: Nicola Denis
- Prix du Livre Inter: Un jour ce sera vide von Hugo Lindenberg
- Prix Médicis: Le Voyage dans l’Est von Christine Angot
- Prix Médicis étranger: La Clause paternelle von Jonas Hassen Khemiri
- Prix Médicis essai: Comme un ciel en nous von Jakuta Alikavazovic
- Prix Méditerranée: Abraham ou La cinquième Alliance von Boualem Sansal
- Prix du Meilleur livre étranger:
  - Belletristik: Les Enfants de la Volga von Gusel Jachina
  - Essay: L’écho du lac von Kapka Kassabova
- Prix mondial Cino Del Duca: Maryse Condé
- Prix Renaudot: Premier Sang von Amélie Nothomb
  - Prix Renaudot de l’essai: Dans ma rue y avait trois boutiques von Anthony Palou
- Prix Saint-Simon: Souleymane Bachir Diagne für Le fagot de ma mémoire
- Prix Servais: wie viele faden tief von Ulrike Bail
- Pulitzer-Preise (Auswahl):
  - Belletristik: The Night Watchman von Louise Erdrich
  - Geschichte: Franchise: The Golden Arches in Black America von Marcia Chatelain

Q
- Queen’s Gold Medal for Poetry: Grace Nichols

R
- Radio-Bremen-Krimipreis: Anne Holt
- Rauriser Literaturpreis:
  - Hauptpreis: Für immer die Alpen von Benjamin Quaderer
  - Förderungspreis: Abstand ist Überall von Martin Mader
- Reinhard-Priessnitz-Preis: Simone Hirth
- Retzhofer Dramapreis (Kategorie „für Erwachsene“): Adern von Lisa Wentz
- Rotahorn-Literaturpreis, 1. Preis: Volha Hapeyeva
- Runciman Award: Greece: Biography of a Modern Nation von Roderick Beaton

S
- Samuel Eliot Morison Prize: Robert M. Citino
- Schweizer Buchpreis: Die Erfindung des Ungehorsams von Martina Clavadetscher
- Schweizer Kinder- und Jugendbuchpreis: Die Farbe der Dinge von Martin Panchaud
- Schweizer Literaturpreise (Auswahl):
  - La lune bouge lentement von Corinne Desarzens
  - Glück von Dragica Rajčić Holzner
  - bezüglich der schatten von Levin Westermann
  - Hyäne. Eine Erlösungsfantasie von Benjamin von Wyl
  - „Schweizer Grand Prix Literatur“: Frédéric Pajak
- Scotiabank-Giller-Preis: Omar El Akkad für What Strange Paradise
- Sheikh Zayed Book Award (Auswahl):
  - Kategorie „Literatur“: Iman Mersal für Fee Athar Enayat Al Zayyat (In the Footsteps of Enayat Al-Zayyat)[34]
  - Kategorie „Kulturelle Persönlichkeit des Jahres“: keine Vergabe, nach dem Verzicht des vorgesehenen Preisträgers Jürgen Habermas
  - Kategorie „Verlagswesen und Technologien“: Dar Al Jadeed (Libanon)[35]
- Solothurner Literaturpreis: Iris Wolff für ihr Gesamtwerk
- Spycher: Literaturpreis Leuk: Zsófia Bán
- Stonewall Book Award, Kategorie „Literatur“: The Thirty Names of Night von Zeyn Joukhadar
- Straelener Übersetzerpreis der Kunststiftung NRW:
  - Hauptpreis: Helga van Beuningen für ihre Übersetzung aus dem Niederländischen von Marieke Lucas Rijnevelds Roman Was man sät sowie für ihr übersetzerisches Lebenswerk
  - Förderpreis: Anna-Nina Kroll für die Übersetzung des Romans Milchmann von Anna Burns aus dem Englischen

T
- Tanizaki-Jun’ichirō-Preis: Ansōsharu disutansu (dt. Unsoziale Distanz) von Hitomi Kanehara
- Theodor-Kramer-Preis: Eva Geber und Richard Schuberth
- Thurber Prize for American Humor: James McBride für Deacon King Kong
- Tucholsky-Preis (Schweden): Dmitri Strozew

U
- Usedomer Literaturpreis: Georgi Gospodinow

V
- Veza-Canetti-Preis der Stadt Wien: Brigitta Falkner
- Victorian Premier’s Literary Award – Prize for Indigenous Writing: Tell Me Why: The Story of My Life and My Music von Archie Roach

W
- Walter Scott Prize for historical fiction: The Mirror & the Light von Hilary Mantel
- Waterstones Children’s Book Prize: A Kind of Spark von Elle McNicoll
- Windham–Campbell Literature Prizes (Auswahl):
  - Fiction: Dionne Brand; Renee Gladman
  - Nonfiction: Kate Briggs; Vivian Gornick
- Wissenschaftsbuch des Jahres (Österreich):
  - Naturwissenschaft/Technik: Thomas Hofmann für Abenteuer Wissenschaft. Forschungsreisende zwischen Alpen, Orient und Polarmeer
  - Medizin/Biologie: Martin Hartmann für Vertrauen. Die unsichtbare Macht
  - Geistes-/Sozial-/Kulturwissenschaft: Martin Schröder für Wann sind wir wirklich zufrieden?
  - Junior-Wissensbücher: Nikola Kucharska für Ausgestorben. Das Buch der verschwundenen Tiere
- Wolfson History Prize: Black Spartacus: The Epic Life of Toussaint Louverture von Sudhir Hazareesingh
- Women’s Prize for Fiction: Susanna Clarke mit Piranesi
- World Fantasy Award (Auswahl):
  - Roman: Trouble the Saints von Alaya Dawn Johnson
  - Lebenswerk: Megan Lindholm und Howard Waldrop

Y
- Yi-Sang-Literaturpreis: Lee Sung-U

## Verwandte Preise und Ehrungen
- 3sat-Theaterpreis: Thiemo Strutzenberger (als Schauspieler in einer Graf Öderland-Koproduktion von Theater Basel und Residenztheater München)
- ARD PiNball: Die goldene Börse der Sehnsüchte. Pandemisches Theater von Carsten Brandau
- August-Bebel-Preis: Susan Neiman
- Ausonius-Preis: Gregor Weber
- Balzan-Preis (Auswahl): Saul Friedländer
- Bayerischer Maximiliansorden für Wissenschaft und Kunst (Auswahl): Doris Dörrie
- Bayerischer Verdienstorden (Auswahl):[36] Tanja Graf, Gabriele Hammermann, Tanja Kinkel, Eva Mattes, Petra Morsbach
- Berliner Verlagspreise:
  - Großer Berliner Verlagspreis: Secession Verlag für Literatur
  - Berliner Verlagspreise: Verlag Das Kulturelle Gedächtnis und Verlagshaus Jacoby & Stuart
- Berliner Wissenschaftspreis: Michael Zürn; Nachwuchspreis: Mira Sievers
- Biennale di Venezia – Theaterpreise:
  - Goldener Löwe: Krzysztof Warlikowski für das Lebenswerk
  - Silberner Löwe: Kae Tempest „für ein vielfältiges Werk“
- Brüder-Grimm-Poetikprofessur: Terézia Mora
- Buber-Rosenzweig-Medaille: Christian Stückl
- Ein Buch für die Stadt: Brüder von Jackie Thomae
- BücherFrau des Jahres: Doris Hermanns
- Calwer Hermann-Hesse-Stipendium: Nico Bleutge
- Commander of the Order of the British Empire: Anthony Browne “for services to Literature”
- Conrad-Ferdinand-Meyer-Preis (Auswahl):
  - Sebastian Meixner, insbesondere für seine Dissertation über Narratologie und Epistemologie
  - Julia Weber, insbesondere für ihren Roman Immer ist alles schön
- Dan-David-Preis – Kategorie „Vergangenheit“ (Auswahl): Katharine Park
- Deutscher Kabarettpreis (Auswahl):
  - Hauptpreis: Horst Evers
  - Förderpreis: Quichotte
- Deutscher Kleinkunstpreis (Auswahl):
  - Kabarett: Florian Schroeder
  - Kleinkunst: Sarah Bosetti
  - Ehrenpreis für sein Lebenswerk: Emil Steinberger
- Deutscher Preis für Philosophie und Sozialethik: Erasmus Mayr
- Deutscher Reporter:innenpreis – Kategorie „Bester Essay“: Kann man an der Macht ein guter Mensch sein? von Bernd Ulrich
- Deutscher Sprachpreis: Ralph Dutli
- Ehrenpreis des österreichischen Buchhandels für Toleranz in Denken und Handeln: Navid Kermani
- Erich-Fromm-Preis: Maja Göpel
- Ernst-Bloch-Preis: Mithu M. Sanyal (Hauptpreis); Hanna Engelmeier (Förderpreis)
- Frankfurter Stiftungsgastdozentur für Poetik (im WiSe 2021/22): Judith Hermann
- Friedenspreis des Deutschen Buchhandels: Tsitsi Dangarembga
- Friedenspreis der Geschwister Korn und Gerstenmann-Stiftung: Joseph Croitoru
- Friedrich-Gundolf-Preis für die Vermittlung deutscher Kultur im Ausland: Khalid Al-Maaly als „unermüdlicher Akteur“ in der deutsch-arabischen Kulturvermittlung[37]
- Goethe-Medaille (Auswahl): Marilyn Douala Bell
- Goldene Auguste: Sandra Uschtrin
- Großer Kulturpreis der Sparkassen-Kulturstiftung Rheinland: Ulrich Greb (Schlosstheater Moers)
- Großer Kunstpreis Berlin („Fontane-Preis“): Annett Gröschner
- Guggenheim-Stipendien (Auswahl):
  - Don Mee Choi; Ian Frazier; Tayari Jones; Daniel Mason; Laura Otis; Michelle Tea; Michael Tonry; Kate Zambreno
- Gutenberg-Preis der Stadt Leipzig: Judith Schalansky
- Hannah-Arendt-Preis für politisches Denken: Jill Lepore
- Hessischer Verlagspreis: Frankfurter Verlagsanstalt (Hauptpreis); Furore Verlag (Sonderpreis)
- Hieronymusring: Heike Flemming „für ihre Übertragungen bedeutender ungarischer Prosa und Lyrik“
- Holberg-Preis: Martha Nussbaum
- Hörbuch des Jahres: Saal 101 – Dokumentarhörspiel zum NSU-Prozess auf Bayern 2
  - Kinder- und Jugendhörbuch des Jahres: Dinge, die so nicht bleiben können von Michael Gerard Bauer, gelesen von Jens Wawrczeck
- Israel-Preis (Auswahl):
  - Hebräische und allgemeine Literatur: Nitza Ben-Dov
  - Literatur und hebräische Poesie: Nurit Zarchi
- Jacob-Grimm-Preis Deutsche Sprache: Herta Müller
- Joana-Maria-Gorvin-Preis (per 2020): Andrea Breth
- Johan-Skytte-Preis: David D. Laitin
- Johannes-Gillhoff-Preis: Christoph Schmitt
- Johannes-Kepler-Preis: Roman Sandgruber für sein herausragendes wissenschaftliches Werk
- Karl-Wilhelm-Fricke-Preis (Hauptpreis): Gerd Koenen
- Karlsmedaille für europäische Medien: Geert Mak
- Kulturpreis des Kantons Graubünden: Leo Tuor
- Kulturpreis des Landes Oberösterreich – Kategorie „Literatur“: Andrea Winkler
- Kulturpreis Schlesien des Landes Niedersachsen (Auswahl): Roswitha Schieb
- Kunstpreis der Landeshauptstadt Dresden: Ingo Schulze
- Kurt-Wolff-Preis: Verlag Ulrich Keicher; Förderpreis: Edition Converso
- Kyoto-Preis (Auswahl): Bruno Latour
- Leibniz-Preis (Auswahl): Steffen Mau
- Leopold-Lucas-Preis: Bernhard Waldenfels
- Lichtwark-Preis: Etel Adnan für ihr Lebenswerk
- Luise-Büchner-Preis für Publizistik: Florence Hervé
- MacArthur Fellowship (Auswahl): Daniel Alarcón; Ibram X. Kendi
- Menschenrechtspreis der Stadt Weimar: Selahattin Demirtaş
- Nestroy-Theaterpreis für das Beste Stück – Autorenpreis: Rand von Miroslava Svolikova
- Nestroy-Theaterpreis für das Lebenswerk: Elfriede Jelinek
- Niederösterreichischer Kulturpreis – Kategorie „Literatur“:
  - Würdigungspreis: Martin Pollack
  - Anerkennungspreise: Sandra Gugić und Andrea Winkler
- Oberbayerischer Kulturpreis (Auswahl): Jochen Schölch
- Österreichischer Staatspreis für Kunstkritik: Nicole Scheyerer
- Paul-Watzlawick-Ehrenpreis: Rudolf Burger für sein Lebenswerk
- Pour le Mérite: Herta Müller
- Preis der Stadt Wien für Publizistik: Susanne Scholl
- Prinzessin-von-Asturien-Preise (Auswahl):
  - Kommunikation und Humanwissenschaften: Gloria Steinem
  - Literatur: Emmanuel Carrère
  - Sozialwissenschaften: Amartya Sen
- Prix Voltaire: Dar Al Jadeed Publishing House (Libanon) und Lokman Slim (postum)
- Pro meritis scientiae et litterarum (Auswahl):
  - Ursula Haeusgen (postum); Rosemarie Tietze, Uwe Timm
- Rahel-Varnhagen-von-Ense-Medaille: Britta Jürgs und Thomas Wohlfahrt
- Samuel-Fischer-Gastprofessur für Literatur an der FU Berlin (im SoSe 2021): Juan Gabriel Vásquez
- Schader-Preis: Armin Nassehi
- Die schönsten deutschen Bücher: Die Preisträger 2021
  - Preis der Stiftung Buchkunst für „das schönste deutsche Buch“: Man kann keine Steine essen[38]
- Sebald Lecture: Jhumpa Lahiri
- Sigmund-Freud-Preis für wissenschaftliche Prosa: Hubert Wolf
- Sonning-Preis: Swetlana Alexijewitsch
- Spinoza-Preis (Auswahl): José van Dijck
- Sprachwahrer des Jahres (Auswahl): Elke Heidenreich (3. Platz)
- Eine Stadt. Ein Buch.: Der Hase mit den Bernsteinaugen von Edmund de Waal
- Tag der Galicischen Literatur: Xela Arias (postum)
- Taras-Schewtschenko-Preis (Auswahl): Stanislaw Assjejew; Oksana Luzyschyna
- Theater heute – Kritiker-Umfrage (Auswahl):
  - Nachwuchsautorin des Jahres: Ewe Benbenek mit Tragödienbastard
  - „Stück des Jahres“: Und sicher ist mit mir die Welt verschwunden von Sibylle Berg
- Theodor-W.-Adorno-Preis: Klaus Theweleit
- Thomas Kling-Poetikdozentur: Ulrike Almut Sandig
- Tractatus-Preis: Freiheitsgrade. Elemente einer liberalen politischen Mechanik von Christoph Möllers
- Troisdorfer Bilderbuchpreis (Auswahl):
  - 1. Preis: Nele Brönner für ihre Illustrationen zu Frosch will auch
  - 2. Preis: Tatia Nadareischwili für Tina hat Mut
  - 3. Preis: Lena Hesse für ihr Buch Hallo, ist hier hinten? Warteschlangengeschichten
- Tübinger Poetik-Dozentur: Eva Menasse und Thomas Hettche
- Übersetzerpreis Ginkgo-Biloba für Lyrik: Heike Flemming
- Verdienstorden der Bundesrepublik Deutschland (Auswahl):[39][40] Swetlana Alexijewitsch; David Grossman; Terézia Mora; Jaroslav Rudiš
- Verdienstorden des Landes Baden-Württemberg (Auswahl): Inés de Castro, Anna Katharina Hahn
- Verdienstorden des Landes Berlin (Auswahl): Wolfgang Kohlhaase
- Wilhelm-Leuschner-Medaille: Minka Pradelski
- Zuger Übersetzer-Stipendium: Vera Bischitzky, für die vorgesehene Neuübersetzung von Das Steilufer von Iwan Gontscharow
  - Zuger Anerkennungspreis: Katharina Meyer und Lena Müller für die (begonnene) Übersetzung des Romans La Danse du Vilain von Fiston Mwanza Mujila